# Filmjahr 2017
Liste der Filmjahre

◄◄ | ◄ | 2013 | 2014 | 2015 | 2016 | Filmjahr 2017 | 2018 | 2019 | 2020 | 2021 | ► | ►►

Weitere Ereignisse

## Ereignisse
- 08. Januar: Mit sieben gewonnenen Golden Globe Awards stellt das Filmmusical La La Land einen neuen Rekord auf.
- 16. Februar: Der britische Spielfilm T2 Trainspotting startet in den deutschen Kinos.
- 30. März: Der US-amerikanische Science-Fiction-Film Ghost in the Shell startet in den deutschen Kinos. Es handelt sich hierbei um die erste Realverfilmung des gleichnamigen Animes aus dem Jahr 1995.
- 12. August: Die Dokumentation Mrs. Fang des chinesischen Regisseurs Wang Bing gewinnt den Goldenen Leoparden des 70. Locarno Film Festivals.
- 11. Dezember: Das Königreich Saudi-Arabien erlaubt nach 35 Jahren ab April 2018 wieder öffentliche Kinos.
- 14. Dezember: Der US-amerikanische Science-Fiction-Film Star Wars: Die letzten Jedi startet in den deutschen Kinos. Es ist die achte Episode der Star-Wars-Filmreihe.

## Top 10 der erfolgreichsten Filme

### In Deutschland
Die zehn erfolgreichsten Filme an den deutschen Kinokassen nach Besucherzahlen (Stand: 18. März 2018):
| Platz | Filmtitel                                | Besucher  |
| ----- | ---------------------------------------- | --------- |
| 1.    | Fack ju Göhte 3                          | 6.073.208 |
| 2.    | Star Wars: Die letzten Jedi              | 5.891.816 |
| 3.    | Ich – Einfach unverbesserlich 3          | 4.646.845 |
| 4.    | Fifty Shades of Grey – Gefährliche Liebe | 3.446.759 |
| 5.    | Die Schöne und das Biest                 | 3.426.749 |
| 6.    | Fast & Furious 8                         | 3.240.803 |
| 7.    | Es                                       | 3.170.231 |
| 8.    | Pirates of the Caribbean: Salazars Rache | 2.693.004 |
| 9.    | Guardians of the Galaxy Vol. 2           | 2.515.251 |
| 10.   | Dieses bescheuerte Herz                  | 2.025.446 |

### In Österreich
Die erfolgreichsten Filme an den österreichischen Kinokassen nach Besucherzahlen* (Stand: April 2018):
| Platz | Filmtitel                                | Besucher |
| ----- | ---------------------------------------- | -------- |
| 1.    | Fack ju Göhte 3                          | 529.912  |
| 2.    | Star Wars: Die letzten Jedi              | 527.396  |
| 3.    | Ich – Einfach unverbesserlich 3          | 505.148  |
| 4.    | Fifty Shades of Grey – Gefährliche Liebe | 453.404  |
| 5.    | Fast & Furious 8                         | 441.077  |
| 6.    | Die Schöne und das Biest                 | 400.443  |
| 7.    | Baywatch                                 | 333.938  |
| 8.    | Es                                       | 333.857  |
| 9.    | Pirates of the Caribbean: Salazars Rache | 320.141  |
| 10.   | Jumanji: Willkommen im Dschungel         | 315.528  |

*Es sind nur Filme aufgeführt, die das Golden Ticket für mehr als 300.000 Zuschauer erhielten.

### In der Schweiz
Die zehn erfolgreichsten Filme an den schweizerischen Kinokassen nach Besucherzahlen (Stand: April 2018):
| Platz | Filmtitel                                | Besucher |
| ----- | ---------------------------------------- | -------- |
| 1.    | Star Wars: Die letzten Jedi              | 481.157  |
| 2.    | Ich – Einfach unverbesserlich 3          | 473.836  |
| 3.    | Fast & Furious 8                         | 378.438  |
| 4.    | Die göttliche Ordnung                    | 348.712  |
| 5.    | Pirates of the Caribbean: Salazars Rache | 308.125  |
| 6.    | La La Land                               | 294.348  |
| 7.    | Die Schöne und das Biest                 | 286.917  |
| 8.    | Fifty Shades of Grey – Gefährliche Liebe | 264.205  |
| 9.    | Mord im Orient Express                   | 259.941  |
| 10.   | The Boss Baby                            | 258.944  |

### In den Vereinigten Staaten
Die zehn erfolgreichsten Filme an den US-amerikanischen Kinokassen nach Einspielergebnis in US-Dollar (Stand: 9. April 2018):
| Platz | Filmtitel                        | Einnahmen     |
| ----- | -------------------------------- | ------------- |
| 1.    | Star Wars: Die letzten Jedi      | 620.166.317 $ |
| 2.    | Die Schöne und das Biest         | 504.014.165 $ |
| 3.    | Wonder Woman                     | 412.563.408 $ |
| 4.    | Jumanji: Willkommen im Dschungel | 403.680.925 $ |
| 5.    | Guardians of the Galaxy Vol. 2   | 389.813.101 $ |
| 6.    | Spider-Man: Homecoming           | 334.201.140 $ |
| 7.    | Es                               | 327.481.748 $ |
| 8.    | Thor: Tag der Entscheidung       | 315.058.289 $ |
| 9.    | Ich – Einfach unverbesserlich 3  | 264.624.300 $ |
| 10.   | Justice League                   | 229.024.295 $ |

### Weltweit
Die zehn weltweit erfolgreichsten Filme nach Einspielergebnis in US-Dollar (Stand: 9. April 2018):
| Platz | Filmtitel                        | Einnahmen       |
| ----- | -------------------------------- | --------------- |
| 1.    | Star Wars: Die letzten Jedi      | 1.332.650.977 $ |
| 2.    | Die Schöne und das Biest         | 1.263.521.126 $ |
| 3.    | Fast & Furious 8                 | 1.236.005.118 $ |
| 4.    | Ich – Einfach unverbesserlich 3  | 1.034.799.409 $ |
| 5.    | Jumanji: Willkommen im Dschungel | 950.769.063 $   |
| 6.    | Spider-Man: Homecoming           | 880.166.924 $   |
| 7.    | Wolf Warrior 2                   | 870.325.439 $   |
| 8.    | Guardians of the Galaxy Vol. 2   | 863.756.051 $   |
| 9.    | Thor: Tag der Entscheidung       | 853.970.970 $   |
| 10.   | Wonder Woman                     | 821.847.012 $   |

## Jahrestage
- 100 Jahre Einsatz von Technicolor
- 75. Geburtstag der Schauspielerin Heidi Brühl am 30. Januar († 1991)
- 100. Geburtstag der Schauspielerin Zsa Zsa Gabor am 6. Februar († 2016)
- 50. Jahrestag der Uraufführung des Films Tanz der Vampire im Februar
- 75. Geburtstag des Regisseurs Peter Greenaway am 5. April
- 75. Geburtstag des Komponisten Bill Conti am 13. April
- 75. Geburtstag der Schauspielerin Barbra Streisand am 24. April
- 25. Todestag der Schauspielerin Marlene Dietrich am 6. Mai
- 125. Geburtstag des Schauspielers und Regisseurs Fritz Kortner am 12. Mai († 1970)
- 100. Geburtstag des deutschen Tierfilmers Heinz Sielmann am 2. Juni († 2006)
- 75. Geburtstag des Synchronsprechers Thomas Danneberg am 2. Juni
- 100. Geburtstag des Schauspielers Dean Martin am 7. Juni († 1995)
- 50. Todestag des Schauspielers Spencer Tracy am 10. Juni
- 25. Jahrestag der ersten Auszeichnung eines Films bei den MTV Movie Awards (Terminator 2 – Tag der Abrechnung) am 10. Juni
- 50. Jahrestag der Uraufführung des Films James Bond 007 – Man lebt nur zweimal am 12. Juni
- 75. Geburtstag des Kritikers Roger Ebert am 18. Juni († 2013)
- 50. Geburtstag der Schauspielerin Nicole Kidman am 20. Juni
- 75. Geburtstag des Schauspielers Harrison Ford am 13. Juli
- 75. Geburtstag der Schauspielerin Hannelore Elsner am 26. Juli
- 50. Jahrestag der Uraufführung des Films In der Hitze der Nacht am 2. August
- 75. Geburtstag der Schauspielerin Evelyn Hamann am 6. August († 2007)
- 75. Jahrestag der Uraufführung des Films Bambi am 8. August 1942
- 50. Jahrestag der Uraufführung von Bonnie und Clyde am 13. August
- 75. Geburtstag der Schauspielerin Hannelore Hoger am 20. August
- 75. Geburtstag des Schauspielers Gottfried John am 29. August († 2014)
- 75. Geburtstag des Regisseurs und Produzenten Werner Herzog am 5. September
- 25. Jahrestag der Uraufführung des Films Aus der Mitte entspringt ein Fluß am 13. September
- 50. Jahrestag der Uraufführung des Films Das Dschungelbuch am 18. Oktober
- 75. Geburtstag des Drehbuchautors und Regisseurs Michael Crichton am 23. Oktober († 2008)
- 50. Jahrestag der Uraufführung des Films Der eiskalte Engel am 25. Oktober
- 50. Jahrestag der Uraufführung des Films Der Unbeugsame am 1. November
- 75. Geburtstag des Drehbuchautors und Regisseurs Dieter Wedel am 12. November
- 75. Geburtstag des Drehbuchautors, Regisseurs und Produzenten Martin Scorsese am 17. November
- 75. Geburtstag der Schauspielerin Linda Evans am 18. November
- 75. Geburtstag des Regisseurs Rosa von Praunheim am 25. November
- 75. Jahrestag der Uraufführung des Films Casablanca am 26. November
- 100. Jahrestag der Gründung der UFA am 18. Dezember als Antwort auf die ausländische Filmkonkurrenz und Propaganda
- 50. Jahrestag der Uraufführung des Films Die Reifeprüfung am 21. Dezember
- 25. Jahrestag der Uraufführung des Films Der Duft der Frauen am 23. Dezember

## Filmpreise

### Golden Globe Award
Die Verleihung der 74. Golden Globe Awards fand am 8. Januar 2017 statt.
- Bester Film (Drama): Moonlight (Regie: Barry Jenkins)
- Bester Film (Komödie/Musical): La La Land (Regie: Damien Chazelle)
- Beste Regie: Damien Chazelle für La La Land
- Beste Hauptdarstellerin (Drama): Isabelle Huppert in Elle
- Beste Hauptdarstellerin (Komödie/Musical): Emma Stone in La La Land
- Bester Hauptdarsteller (Drama): Casey Affleck in Manchester by the Sea
- Bester Hauptdarsteller (Komödie/Musical): Ryan Gosling in La La Land
- Bester fremdsprachiger Film: Elle (Frankreich)

Vollständige Liste der Preisträger

### Bayerischer Filmpreis
Die Verleihung des 38. Bayerischen Filmpreises fand am 20. Januar 2017 statt.
- Beste Produktion: Max Wiedemann, Quirin Berg, Michael Verhoeven und Simon Verhoeven für Willkommen bei den Hartmanns
- Beste Regie: Maren Ade für Toni Erdmann, Nicolette Krebitz für Wild, Maria Schrader für Vor der Morgenröte, Marie Noëlle für Marie Curie, Francis Meletzky für Vorwärts immer!
- Beste Darstellerin: Sandra Hüller in Toni Erdmann
- Bester Darsteller: Jörg Schüttauf für Vorwärts immer!
- Beste Nachwuchsdarstellerin: Lea van Acken in Das Tagebuch der Anne Frank
- Bester Nachwuchsdarsteller: Jannis Niewöhner in Jonathan und Jugend ohne Gott

Vollständige Liste der Preisträger

### Sundance
Das 33. Sundance Film Festival fand vom 19. Januar bis zum 29. Januar 2017 statt.
- Großer Preis der Jury: Spielfilm – Fremd in der Welt (I Don’t Feel at Home in This World Anymore) (Regie: Macon Blair)
- Großer Preis der Jury: Dokumentarfilm – Dina (Regie: Dan Sickles und Antonio Santini)
- Großer Preis der Jury „World Cinema“: Spielfilm – Die Nile Hilton Affäre (The Nile Hilton Incident) (Regie: Tarik Saleh)
- Großer Preis der Jury „World Cinema“: Dokumentarfilm – Chasing Coral (Regie: Jeff Orlowski)
- Großer Preis der Jury: Kurzfilm – And So We Put Goldfish in the Pool
- Alfred P. Sloan Feature Film Prize – Marjorie Prime (Regie: Michael Almereyda)

### Österreichischer Filmpreis

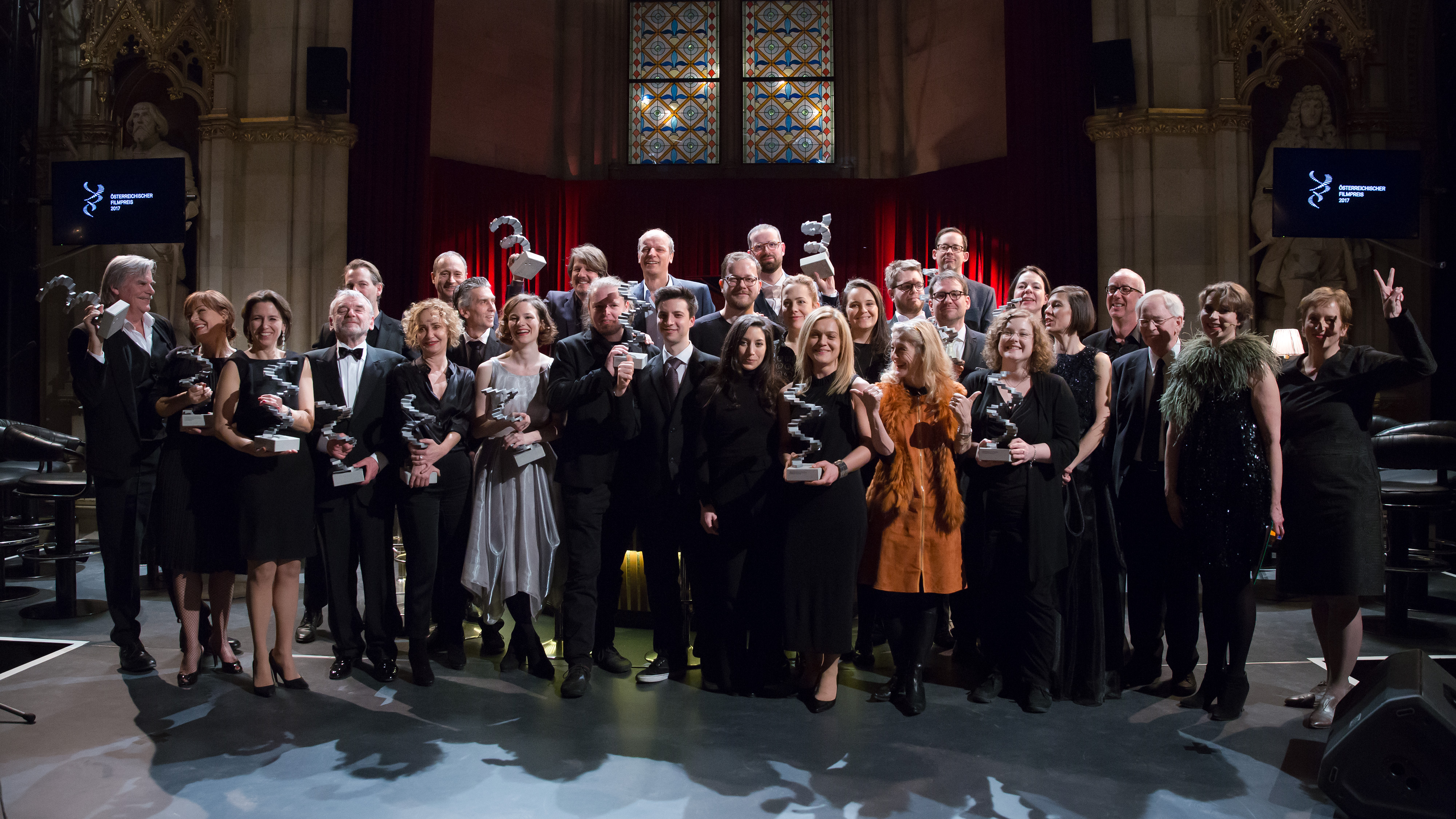
Die Preisträger des Österreichischen Filmpreises 2017

Die Verleihung des 7. Österreichischen Filmpreises fand am 1. Februar 2017 statt.
- Bester Spielfilm: Thank You for Bombing
- Beste Regie: Barbara Eder für Thank You for Bombing
- Bester Darsteller: Peter Simonischek für Toni Erdmann
- Beste Darstellerin: Valerie Pachner für Egon Schiele: Tod und Mädchen
- Bester Dokumentarfilm: Holz Erde Fleisch
- Bester Kurzfilm: Wald der Echos
- Bestes Drehbuch: Barbara Eder und Tommy Pridnig für Thank You for Bombing

Vollständige Liste der Preisträger

### Berlinale
Die 67. Internationalen Filmfestspiele Berlin fanden vom 9. Februar bis zum 19. Februar 2017 statt.
- Goldener Bär: Körper und Seele (Regie: Ildikó Enyedi)
- Silberner Bär – Großer Preis der Jury: Félicité (Regie: Alain Gomis)
- Silberner Bär – Beste Regie: Aki Kaurismäki für (Die andere Seite der Hoffnung)
- Silberner Bär – Beste Darstellerin: Kim Min-hee in Bamui Haebyeon-eoseo Honja
- Silberner Bär – Bester Darsteller: Georg Friedrich in Helle Nächte
- Silberner Bär – Bestes Drehbuch: Sebastián Lelio und Gonzalo Maza für Una mujer fantástica

Vollständige Liste der Preisträger

### British Academy Film Award
Die 70. BAFTA-Award-Verleihung fand am 12. Februar 2017 statt.
- Bester Film: La La Land
- Bester britischer Film: Ich, Daniel Blake (I, Daniel Blake)
- Beste Regie: Damien Chazelle für La La Land
- Bester Hauptdarsteller: Casey Affleck in Manchester by the Sea
- Beste Hauptdarstellerin: Emma Stone in La La Land
- Bester fremdsprachiger Film: Son of Saul[8]

Vollständige Liste der Preisträger

### César
Die 42. César-Verleihung fand am 24. Februar 2017 statt.
- Bester Film: Elle (Regie: Paul Verhoeven)
- Beste Regie: Xavier Dolan für Einfach das Ende der Welt
- Bester Hauptdarsteller: Gaspard Ulliel in Einfach das Ende der Welt
- Beste Hauptdarstellerin: Isabelle Huppert in Elle
- Bestes Originaldrehbuch: Sólveig Anspach und Jean-Luc Gaget für Der Effekt des Wassers
- Bester fremdsprachiger Film: Ich, Daniel Blake (Regie: Ken Loach)

Vollständige Liste der Preisträger

### Goldene Himbeere
Die 37. Razzie-Verleihung fand am 25. Februar 2017 statt.
- Schlechtester Film: Hillary’s America: The Secret History of the Democratic Party
- Schlechteste Regie: Dinesh D’Souza und Bruce Schooley für Hillary’s America: The Secret History of the Democratic Party
- Schlechtester Darsteller: Dinesh D’Souza in Hillary’s America: The Secret History of the Democratic Party
- Schlechteste Darstellerin: Becky Turner in Hillary’s America: The Secret History of the Democratic Party
- Schlechtester Nebendarsteller: Jesse Eisenberg in Batman v Superman: Dawn of Justice
- Schlechteste Nebendarstellerin: Kristen Wiig in Zoolander 2

Vollständige Liste der Preisträger

### Oscar
Die 89. Oscar-Verleihung fand am 26. Februar 2017 statt.
- Bester Film: Moonlight (Regie: Barry Jenkins)
- Beste Regie: Damien Chazelle für La La Land
- Bester Hauptdarsteller: Casey Affleck in Manchester by the Sea
- Beste Hauptdarstellerin: Emma Stone in La La Land
- Bester Nebendarsteller: Mahershala Ali in Moonlight
- Beste Nebendarstellerin: Viola Davis in Fences
- Bester fremdsprachiger Film: The Salesman (Iran)

Vollständige Liste der Preisträger

### Deutscher Filmpreis
Die 67. Verleihung des Deutschen Filmpreises Lola fand am 28. April 2017 statt.
- Bester Spielfilm:

Filmpreis in Gold: Toni Erdmann (Regie: Maren Ade)
Filmpreis in Silber: 24 Wochen (Regie: Anne Zohra Berrached)
Filmpreis in Bronze: Wild (Regie: Nicolette Krebitz)
- Beste Regie: Maren Ade für Toni Erdmann
- Bestes Drehbuch: Maren Ade für Toni Erdmann
- Bester Hauptdarsteller: Peter Simonischek in Toni Erdmann
- Beste Hauptdarstellerin: Sandra Hüller in Toni Erdmann

Vollständige Liste der Preisträger

### Deutscher Dokumentarfilmpreis
Mit dem Deutschen Dokumentarfilmpreis 2017 wurde Democracy – Im Rausch der Daten von David Bernet ausgezeichnet.

### Friedenspreis des Deutschen Films
- Hauptpreis (international): Aki Kaurismäki für Die andere Seite der Hoffnung
- Hauptpreis (national): Simon Verhoeven für Willkommen bei den Hartmanns
- Ehrenpreis: Andrei Kontschalowski

### Cannes
Die 70. Internationalen Filmfestspiele von Cannes fanden vom 17. Mai bis zum 28. Mai 2017 statt.
- Goldene Palme für den besten Film: The Square (Regie: Ruben Östlund)
- Großer Preis der Jury: 120 battements par minute (Regie: Robin Campillo)
- Beste Regie: Sofia Coppola für Die Verführten
- Beste Darstellerin: Diane Kruger in Aus dem Nichts
- Bester Darsteller: Joaquin Phoenix in You Were Never Really Here
- Bestes Drehbuch: Efthymis Filippou und Giorgos Lanthimos für The Killing of a Sacred Deer und Lynne Ramsay für You Were Never Really Here

Vollständige Liste der Preisträger

### Student Academy Awards
Die Preisträger der Student Academy Awards wurden im September 2017 bekanntgegeben und im Oktober 2017 ausgezeichnet.
- Narrative (International Film Schools): Watu Wote – All of us von Katja Benrath
- Dokumentarfilme (International Film Schools): Galamsey von Johannes Preuss

Vollständige Liste der Preisträger

### Venedig
Die 74. Internationalen Filmfestspiele von Venedig fanden vom 30. August bis zum 9. September 2017 statt.

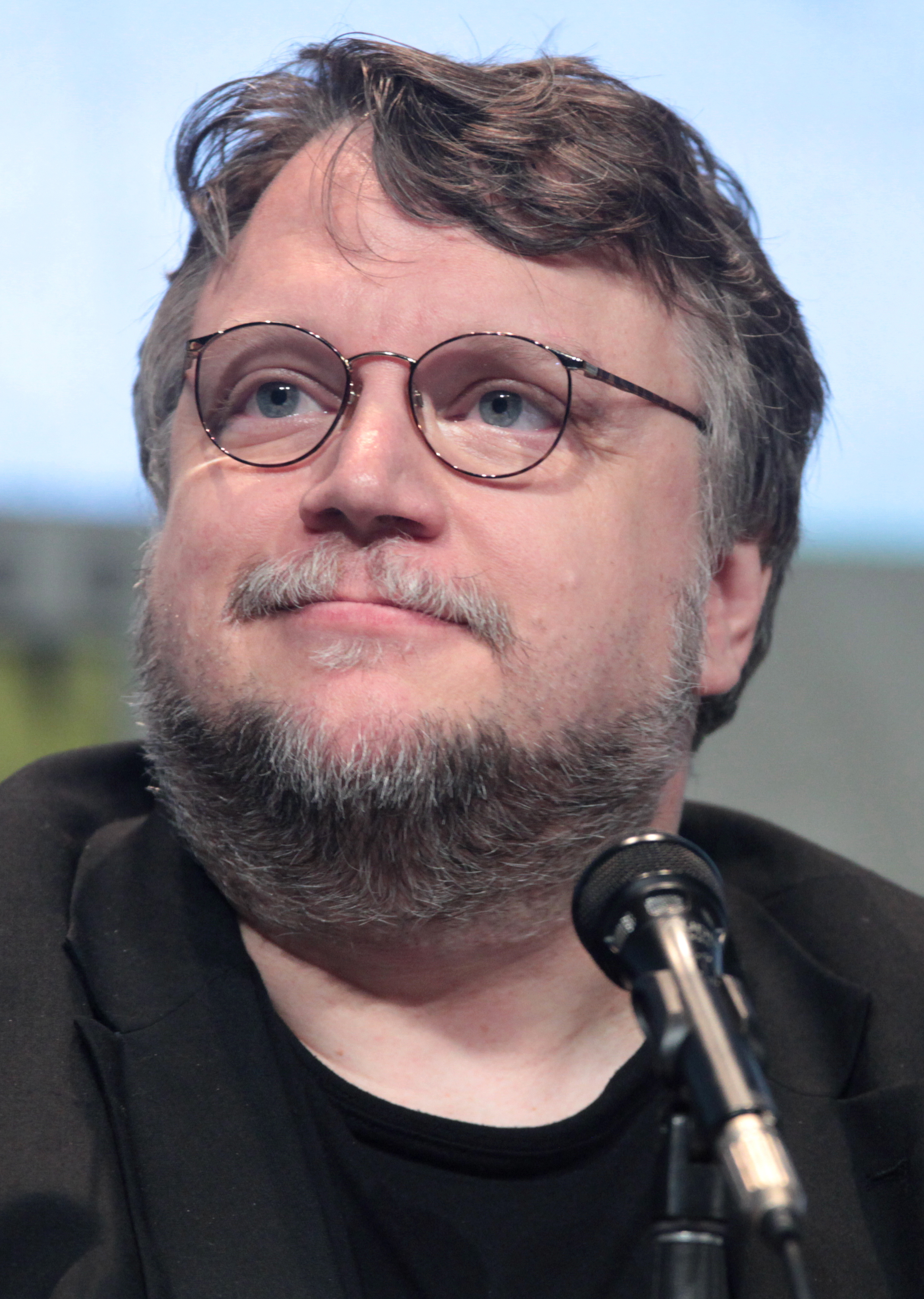
Guillermo del Toro

- Goldener Löwe: Shape of Water – Das Flüstern des Wassers – Regie: Guillermo del Toro
- Silberner Löwe – Großer Preis der Jury: Foxtrot – Regie: Samuel Maoz
- Silberner Löwe – Beste Regie: Xavier Legrand (Jusqu’à la garde)
- Coppa Volpi – Bester Darsteller: Kamel El Basha (The Insult)
- Coppa Volpi – Beste Darstellerin: Charlotte Rampling (Hannah)
- Bestes Drehbuch: Martin McDonagh (Three Billboards Outside Ebbing, Missouri)
- Spezialpreis der Jury: Sweet Country – Regie: Warwick Thornton

Liste der Wettbewerbsbeiträge

### Europäischer Filmpreis
Der 30. Europäische Filmpreis wurde am 9. Dezember 2017 in Berlin verliehen.

### Weitere Filmpreise und Auszeichnungen
- AACTA International Award: Bester Film: La La Land; Beste Regie: Mel Gibson für Hacksaw Ridge – Die Entscheidung; Bestes Drehbuch: Kenneth Lonergan für Manchester by the Sea; Bester Hauptdarsteller: Casey Affleck in Manchester by the Sea; Beste Hauptdarstellerin: Emma Stone in La La Land … mehr
- Annie Award: Bester Animationsfilm: Zoomania; Beste Animationseffekte (Animated Effects in an Animated Production): Vaiana; Beste Figurenanimation (Character Animation in an Animated Feature Production): Kubo – Der tapfere Samurai.[10]
- Directors Guild of America Awards: Bester Spielfilm: La La Land von Damien Chazelle; Bester Erstlingsfilm: Lion – Der lange Weg nach Hause von Garth Davis; Beste Serie (Drama): Game of Thrones: „Battle of the Bastards“ – Miguel Sapochnik; Beste Comedy-Serie: Veep – Die Vizepräsidentin – Becky Martin.[11]
- Festival Internacional de Cine de San Sebastián: Goldene Muschel: James Franco für The Disaster Artist[12][13]
- Filmfestival Max Ophüls Preis: Max-Ophüls-Preis: Siebzehn der Regisseurin Monja Art; Preis für mittellange Filme: Wald der Echos der Regisseurin Maria Luz Olivares Capelle; Kurzfilmpreis: Die Überstellung des Regisseurs Michael Grudsky; Beste Nachwuchsschauspieler: Elisabeth Wabitsch und Leonard Kunz; Publikumspreis: Die Migrantigen des Regisseurs Arman T. Riahi
- Goya: Bester Film: Tarde para la ira; Beste Regie: Juan Antonio Bayona für Sieben Minuten nach Mitternacht; Bester Nachwuchsregisseur: Raul Arevalo für Tarde para la ira; Bester Hauptdarsteller: Roberto Alamo in Que Dios nos perdone; Beste Hauptdarstellerin: Emma Suárez in Julieta.[14]
- National Society of Film Critics Awards:[15] Bester Film: Moonlight; Beste Regie: Barry Jenkins für Moonlight; Bestes Drehbuch: Kenneth Lonergan für Manchester by the Sea; Bester Hauptdarsteller: Casey Affleck in Manchester by the Sea; Beste Hauptdarstellerin: Isabelle Huppert in Elle und Alles was kommt … mehr
- Polnischer Filmpreis: Bester Film: Sommer 1943 – Das Ende der Unschuld (Wołyń); Beste Regie: Wojciech Smarzowski für Sommer 1943 – Das Ende der Unschuld (Wołyń); Publikumspreis: Sommer 1943 – Das Ende der Unschuld (Wołyń); Bester Dokumentarfilm: Kommunion (Komunia)
- Prix Lumières: Bester Film: Elle; Beste Regie: Paul Verhoeven für Elle; Bester französischsprachiger Film: Hedis Hochzeit; Bester Darsteller: Jean-Pierre Léaud in La mort de Louis XIV; Beste Darstellerin: Isabelle Huppert in Elle.[16]
- Screen Actors Guild Award: Bester Hauptdarsteller: Denzel Washington in Fences; Beste Hauptdarstellerin: Emma Stone in La La Land; Bester Nebendarsteller: Mahershala Ali in Moonlight; Beste Nebendarstellerin: Viola Davis in Fences; Bestes Schauspielensemble: Hidden Figures – Unerkannte Heldinnen … mehr
- Writers Guild of America Award: Bestes Originaldrehbuch: Barry Jenkins für Moonlight; Bestes adaptiertes Drehbuch: Eric Heisserer für Arrival; Beste Comedy-Serie: Donald Glover, Stephen Glover, Stefani Robinson und Paul Simms für Atlanta; Beste neue Serie: Donald Glover, Stephen Glover, Stefani Robinson und Paul Simms für Atlanta.[17]

### Termine
- Deutscher Hörfilmpreis: Die Verleihung des Deutschen Hörfilmpreises fand am 21. März 2017 statt.
- Tribeca Film Festival: Das 16. Tribeca Film Festival fand von 19. bis 30. April 2017 statt.
- MTV Movie & TV Award: Die Verleihung der MTV Movie & TV Awards fand am 7. Mai 2017 statt.
- Internationale Kurzfilmtage Oberhausen: Die 63. Internationalen Kurzfilmtage Oberhausen fanden von 11. bis 16. Mai 2017 statt.
- Internationales Filmfestival Moskau: Das 38. Internationales Filmfestival Moskau fand von 23. bis 30. Juni 2017 statt.
- Saturn Award: Die Verleihung der Saturn Awards fand am 28. Juni 2017 statt.
- Teen Choice Award: Die Verleihung der Teen Choice Awards fand am 30. Juli 2017 statt.
- Internationales Filmfestival von Locarno: Das Internationale Filmfestival von Locarno fand von 2. bis 12. August 2017 statt.
- Telluride Film Festival: Das 43. Telluride Film Festival fand von 30. August bis 4. September 2017 statt.
- Deutscher Schauspielpreis: Die Verleihung des Deutschen Schauspielpreises fand am 22. September 2017 statt.[18]
- Fantasy Filmfest: Das Fantasy Filmfest fand im September und Oktober 2017 statt.
- Toronto International Film Festival: Das Toronto International Film Festival fand vom 7. bis 17. September 2017 statt.[19]
- Zurich Film Festival: Das 13. Zurich Film Festival fand von 28. September bis 8. Oktober 2017 statt.
- London Film Festival: Das 61. London Film Festival fand von 4. bis 15. Oktober 2017 statt.
- Filmfest Hamburg: Das Filmfest Hamburg fand von 5. bis 14. Oktober 2017 statt.
- Internationales Filmfestival Warschau: Das Internationale Filmfestival Warschau fand von 13. bis 22. Oktober 2017 statt.
- Schnitt-Preis: Die Vergabe der Schnitt-Preise fand von 13. bis 16. Oktober in Köln statt.[20]
- Critics’ Choice Movie Award: Die Verleihung der Critics’ Choice Movie Awards fand im Dezember 2017 statt.
- British Independent Film Award: Die 20. Verleihung der British Independent Film Awards fand am 10. Dezember 2017 statt.[21]

## 2017 Verstorbene

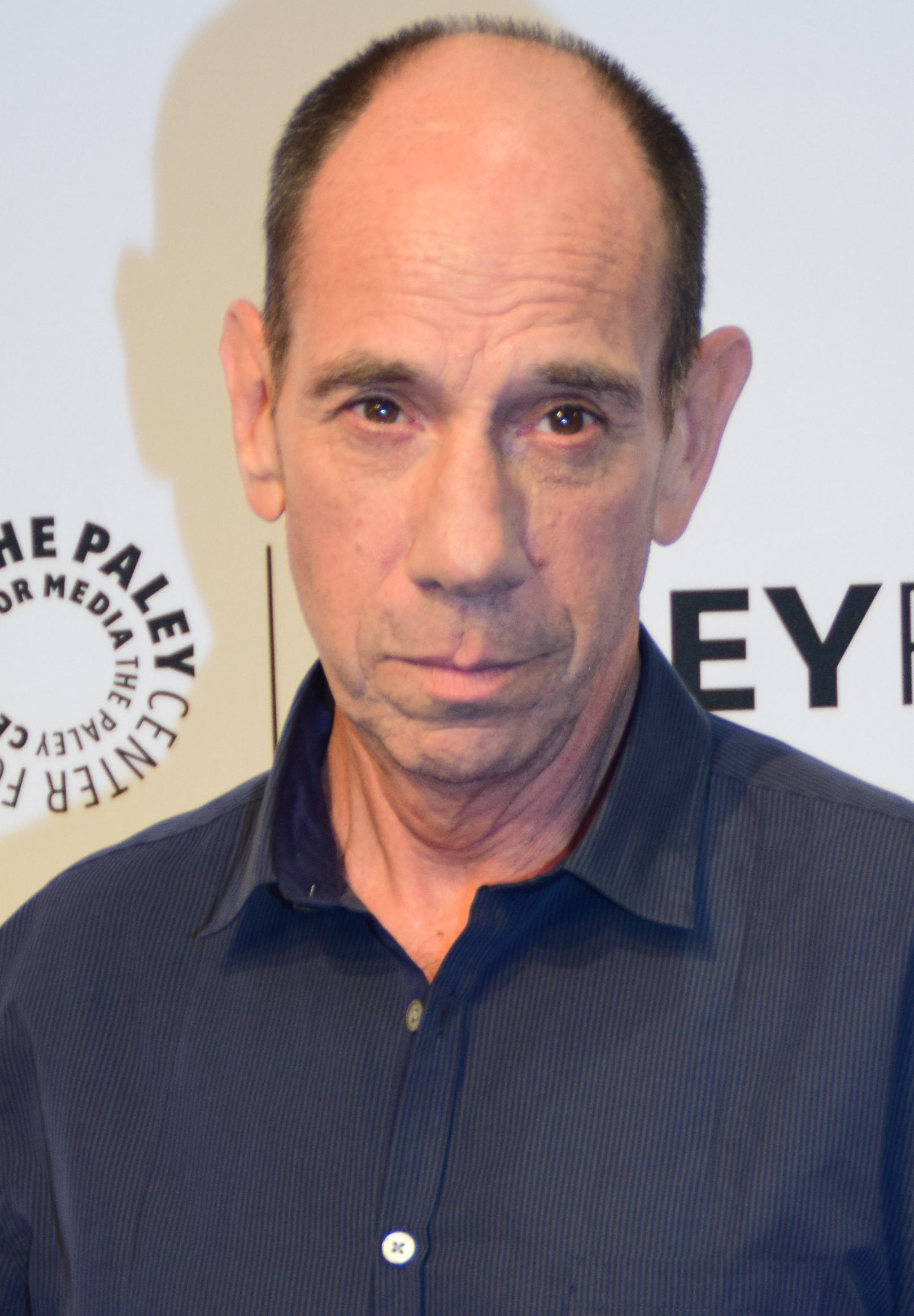
Miguel Ferrer (1955–2017)

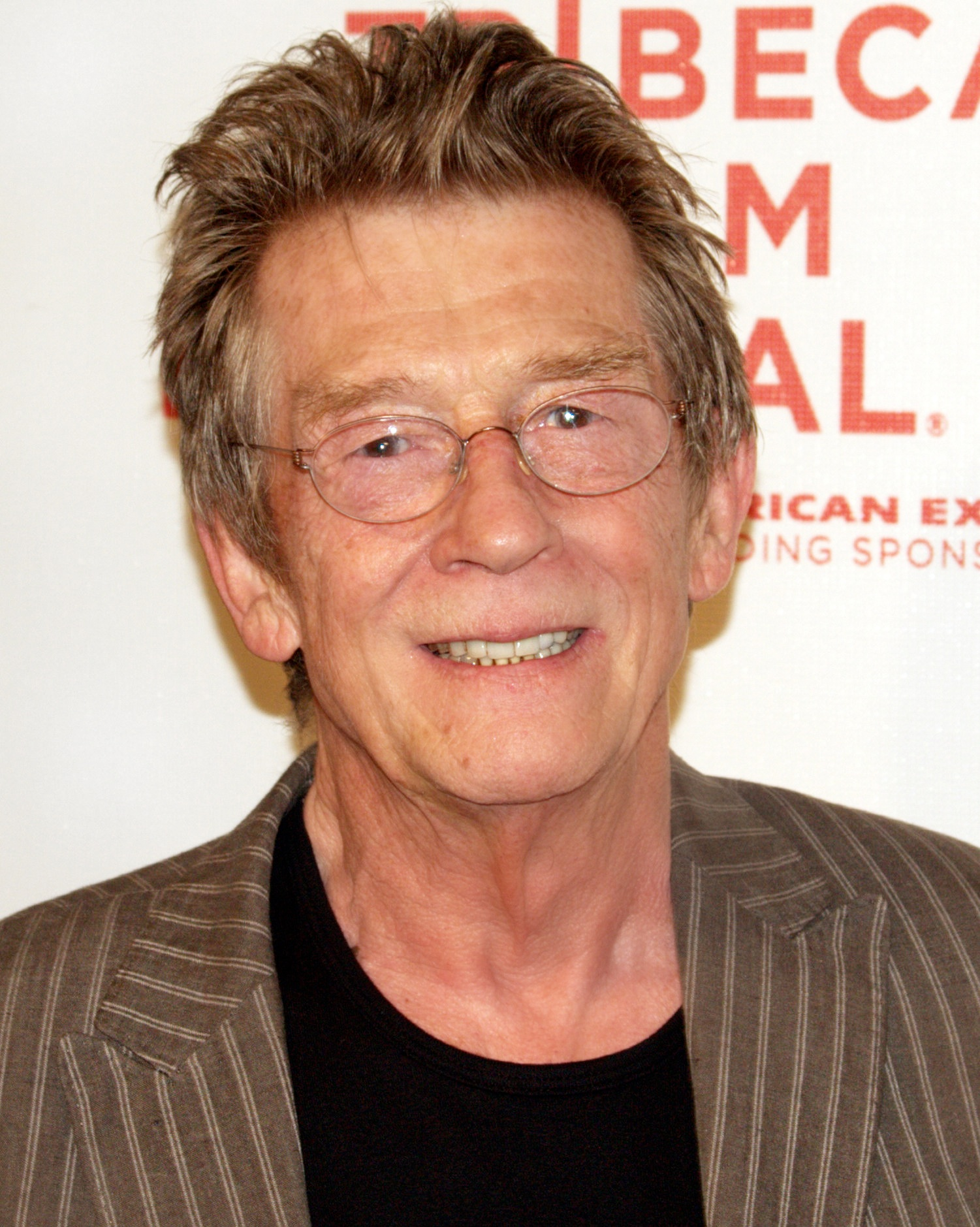
John Hurt (1940–2017)

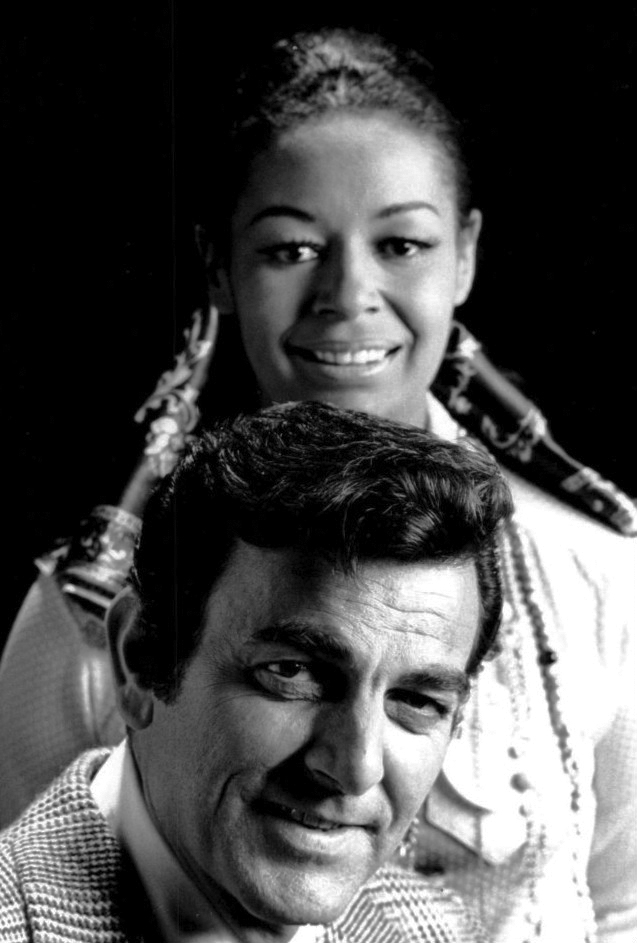
Mike Connors (1925–2017)

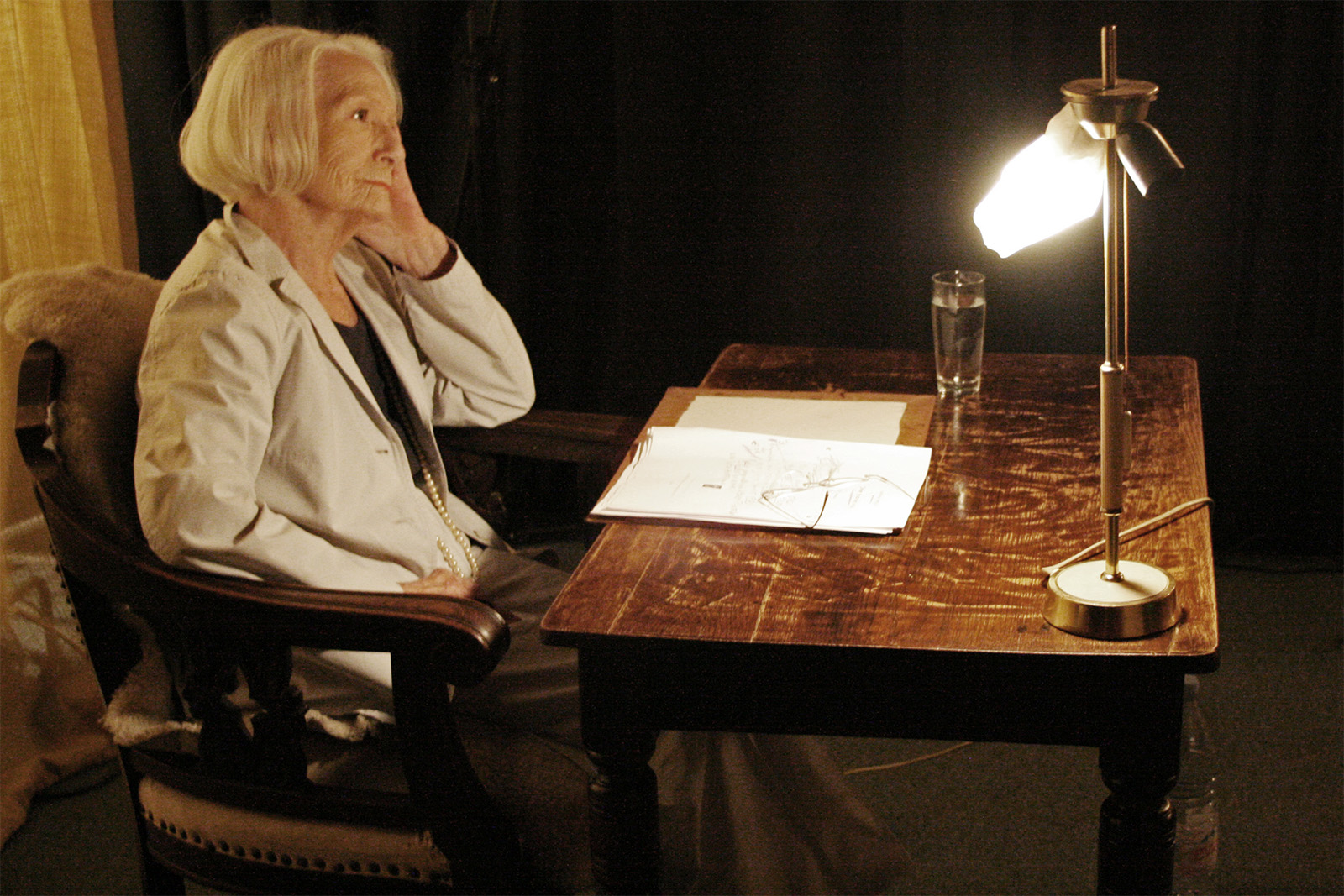
Inge Keller (1923–2017)

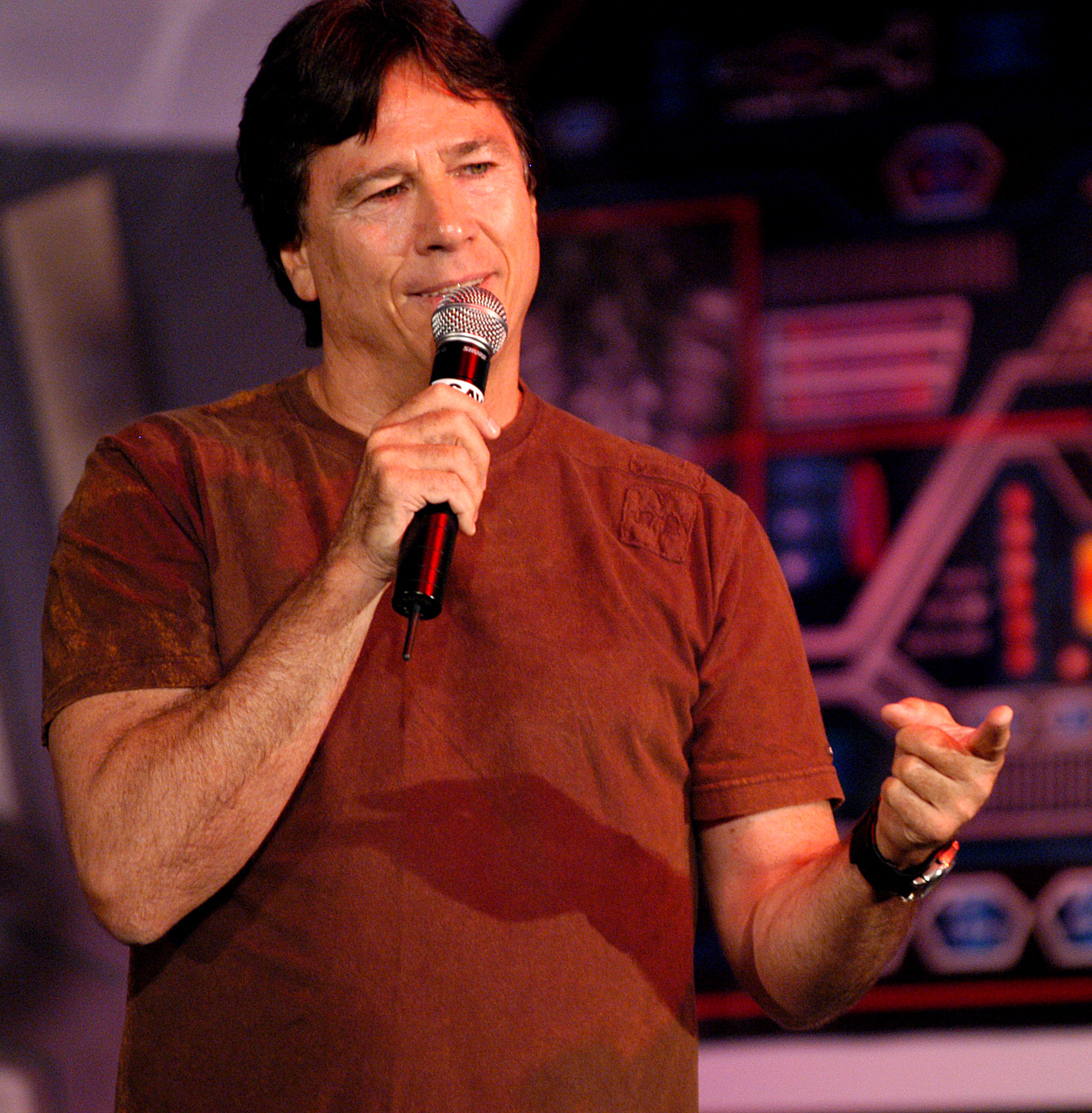
Richard Hatch (1945–2017)

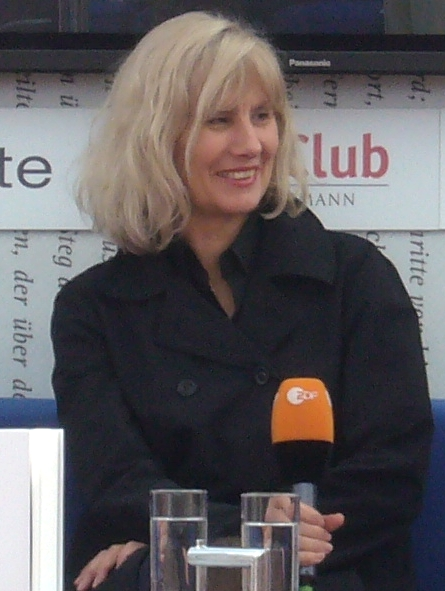
Jutta Winkelmann (1949–2017)

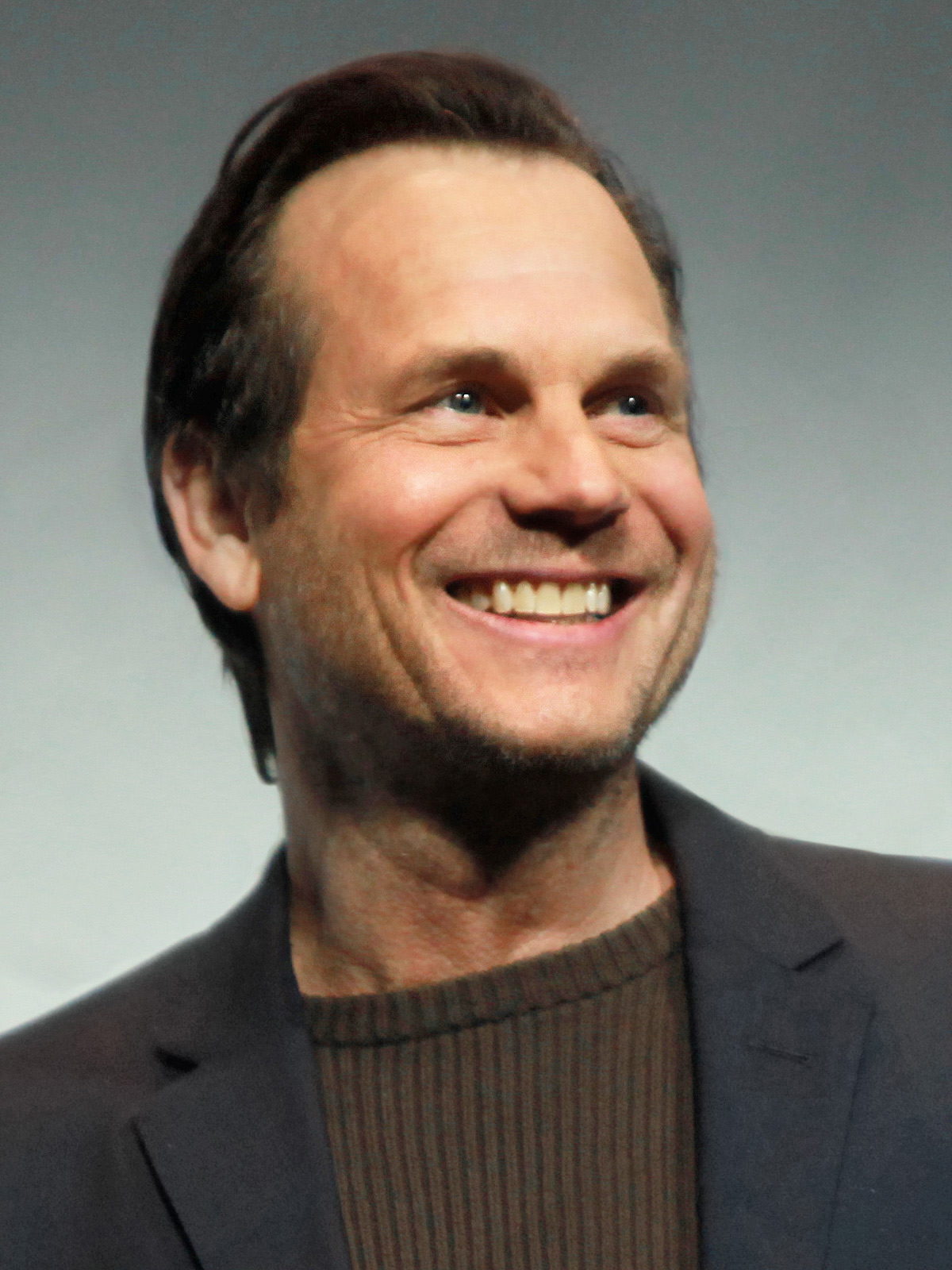
Bill Paxton (1955–2017)

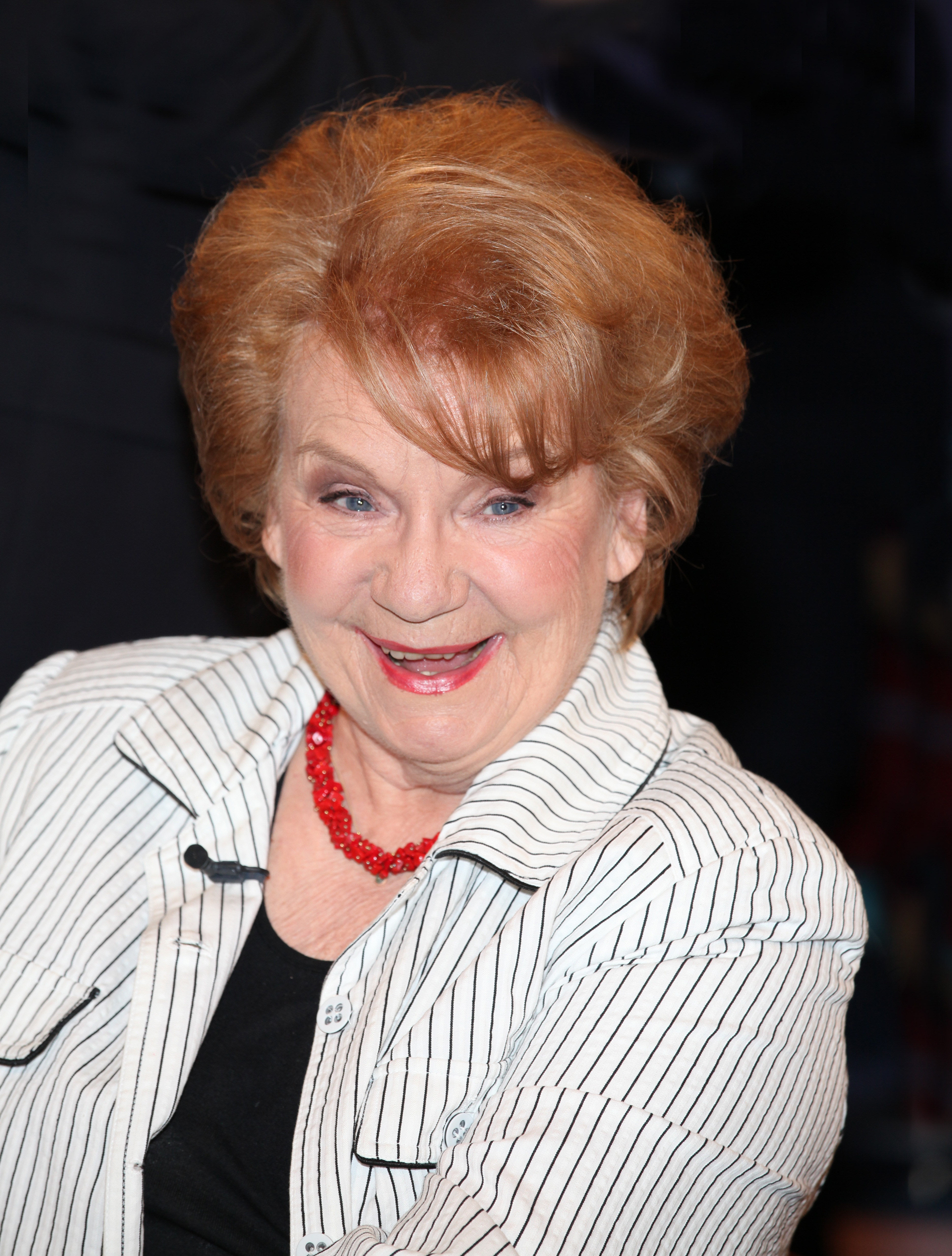
Ingeborg Krabbe (1931–2017)

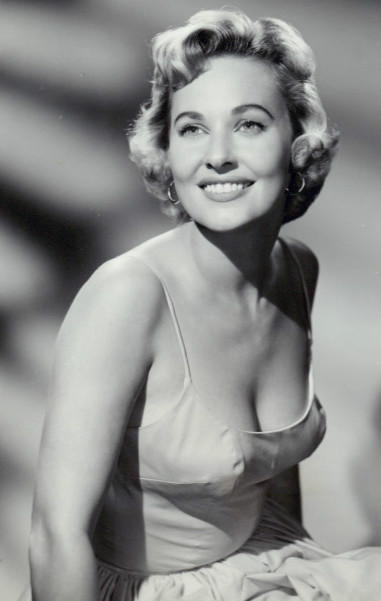
Lola Albright (1925–2017)

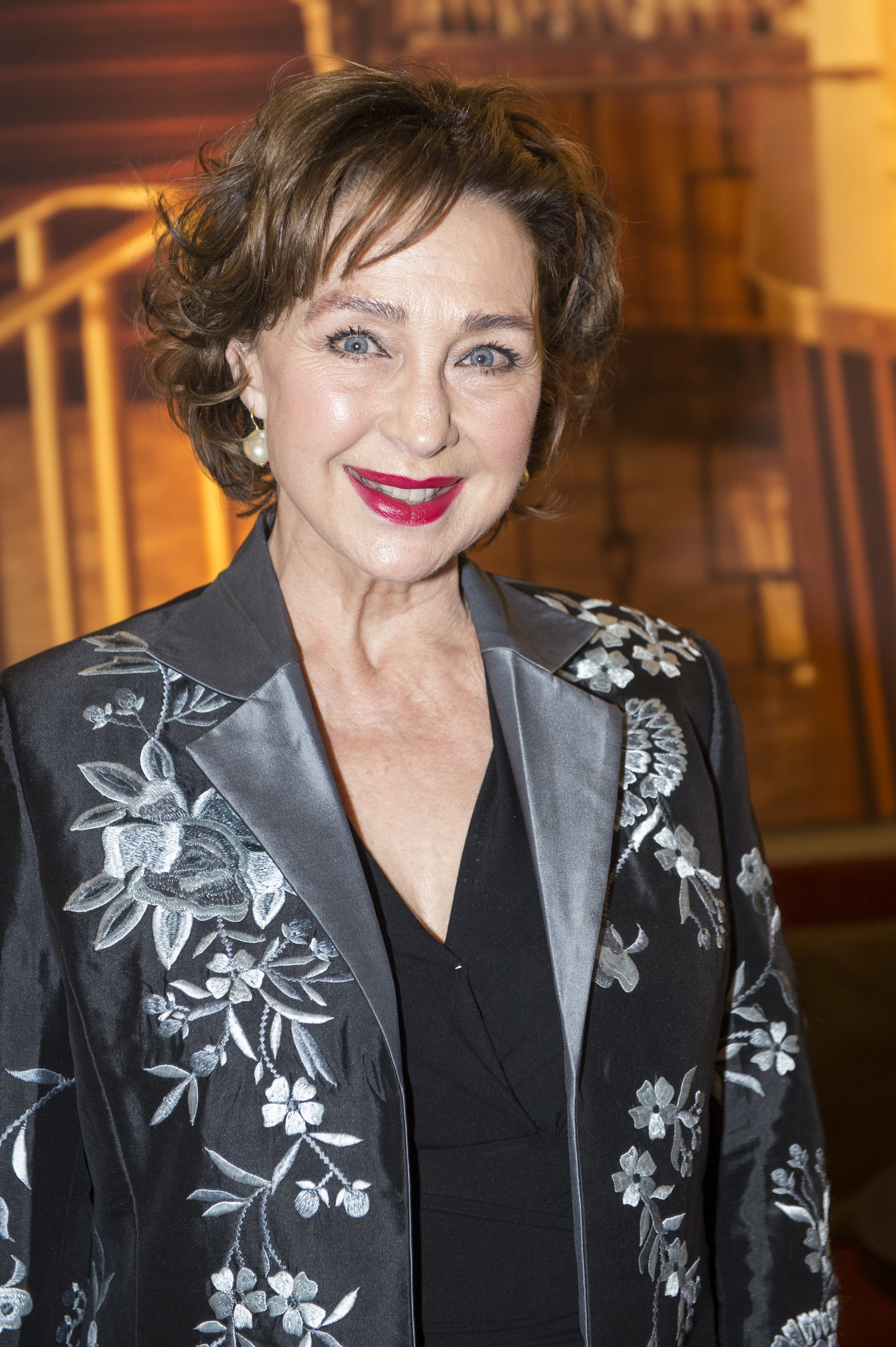
Christine Kaufmann (1945–2017)

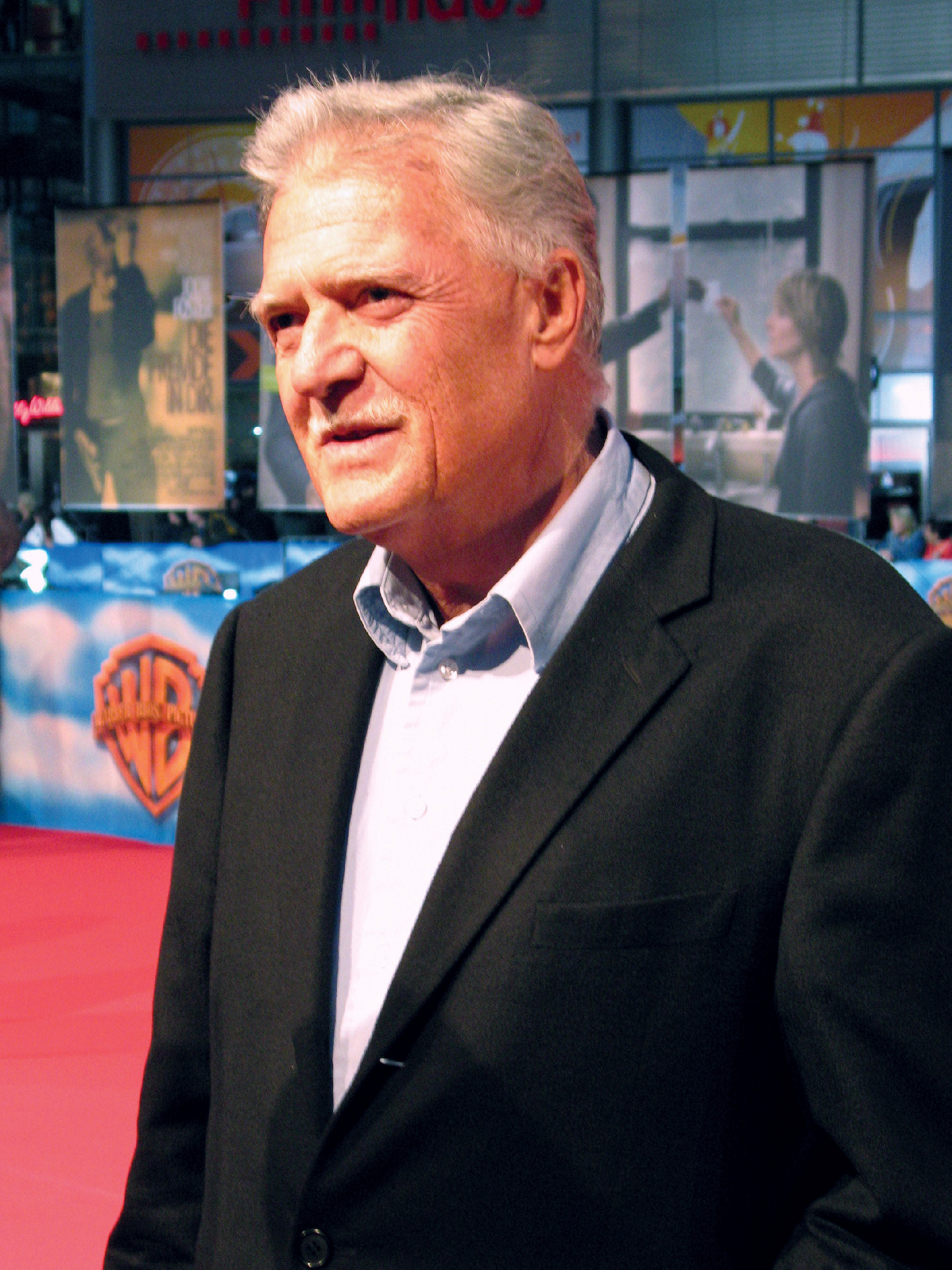
Michael Ballhaus (1935–2017)

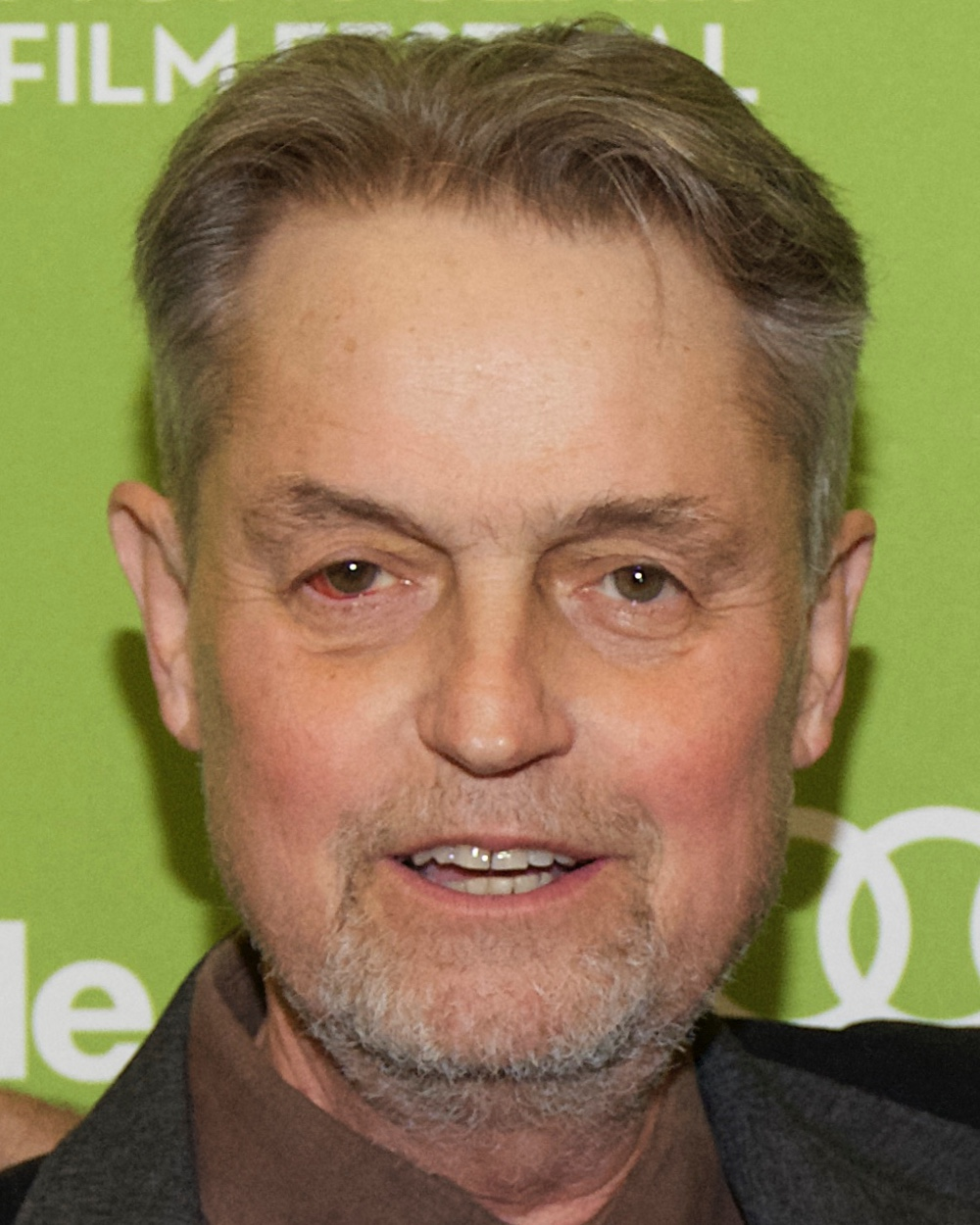
Jonathan Demme (1944–2017)

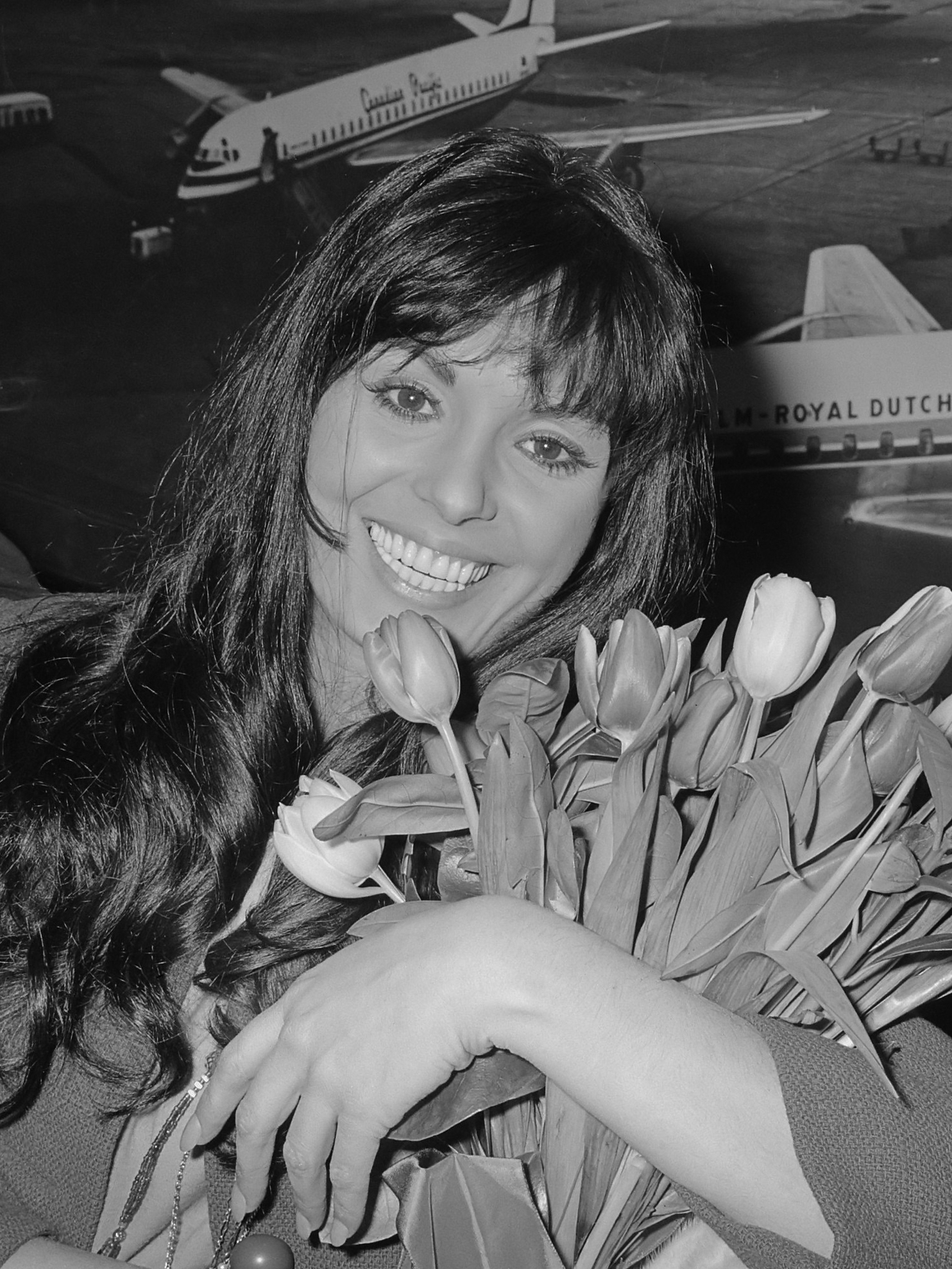
Daliah Lavi (1942–2017)

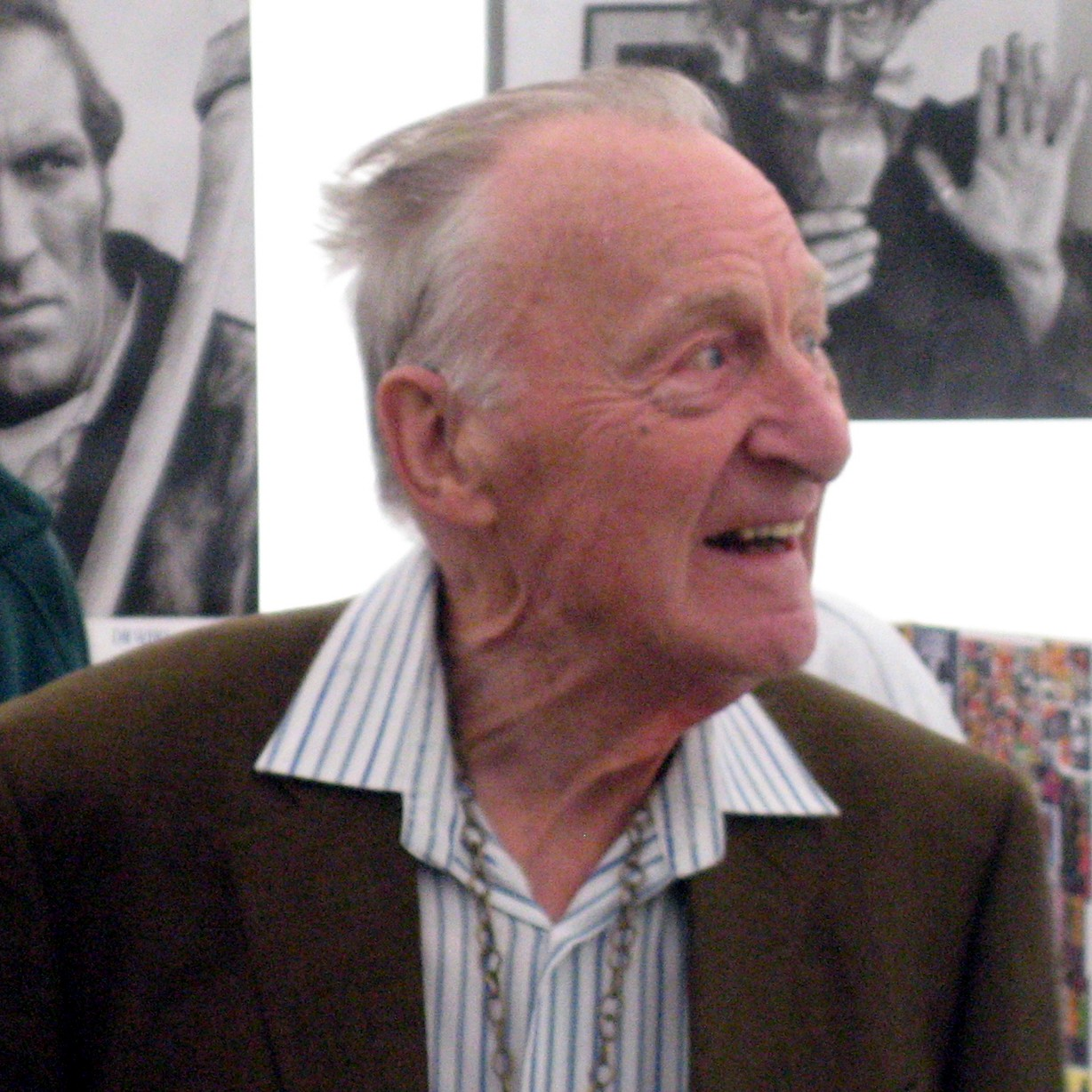
Geoffrey Bayldon (1924–2017)

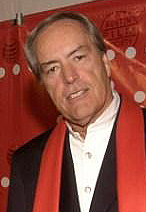
Powers Boothe (1948–2017)

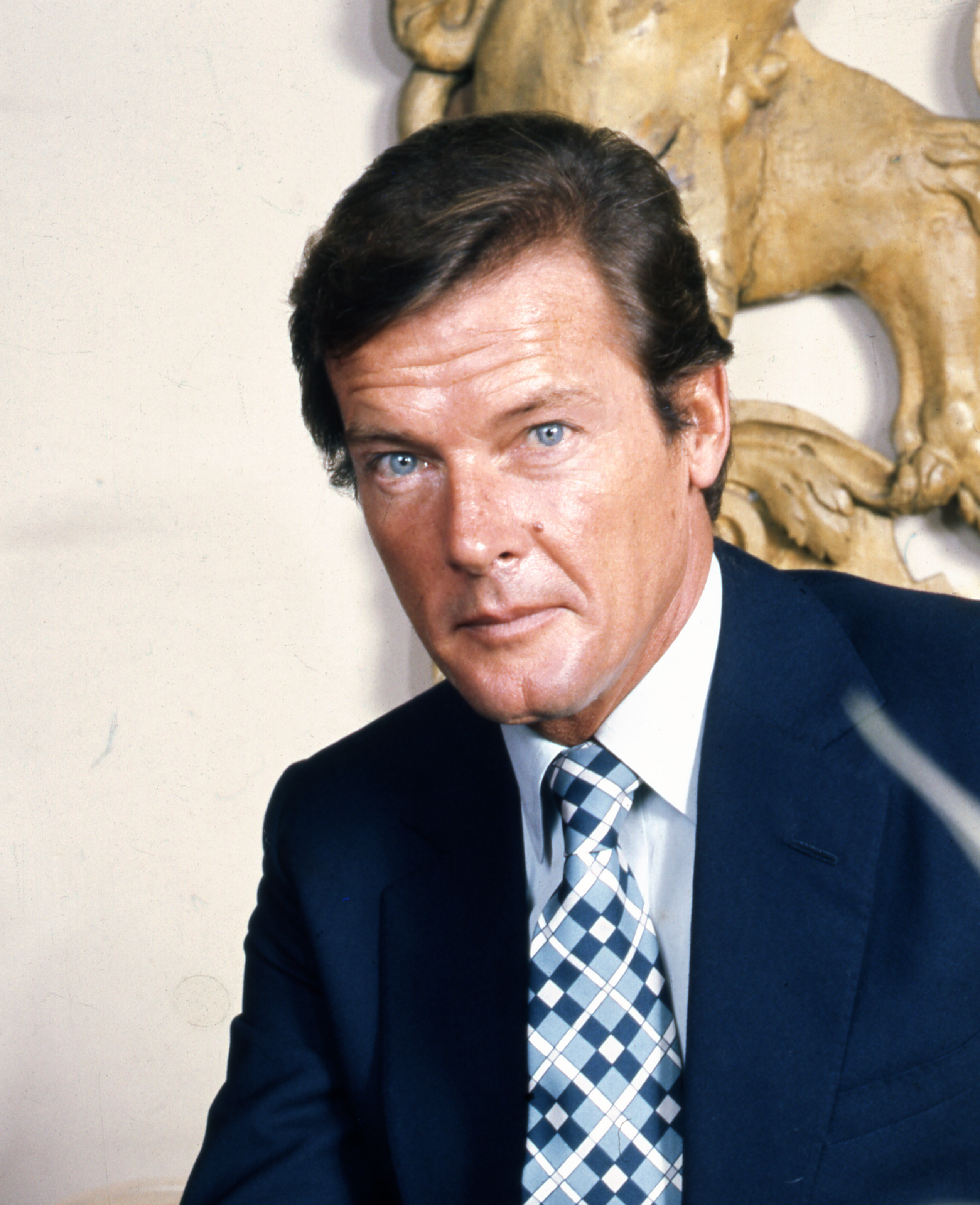
Roger Moore (1927–2017)

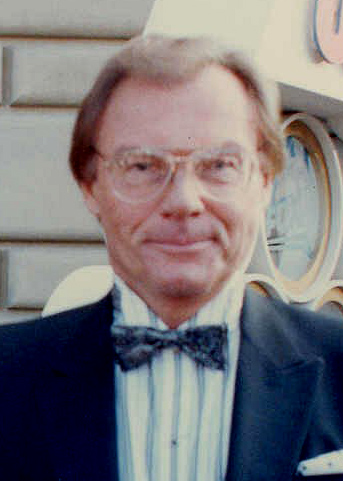
Adam West (1928–2017)

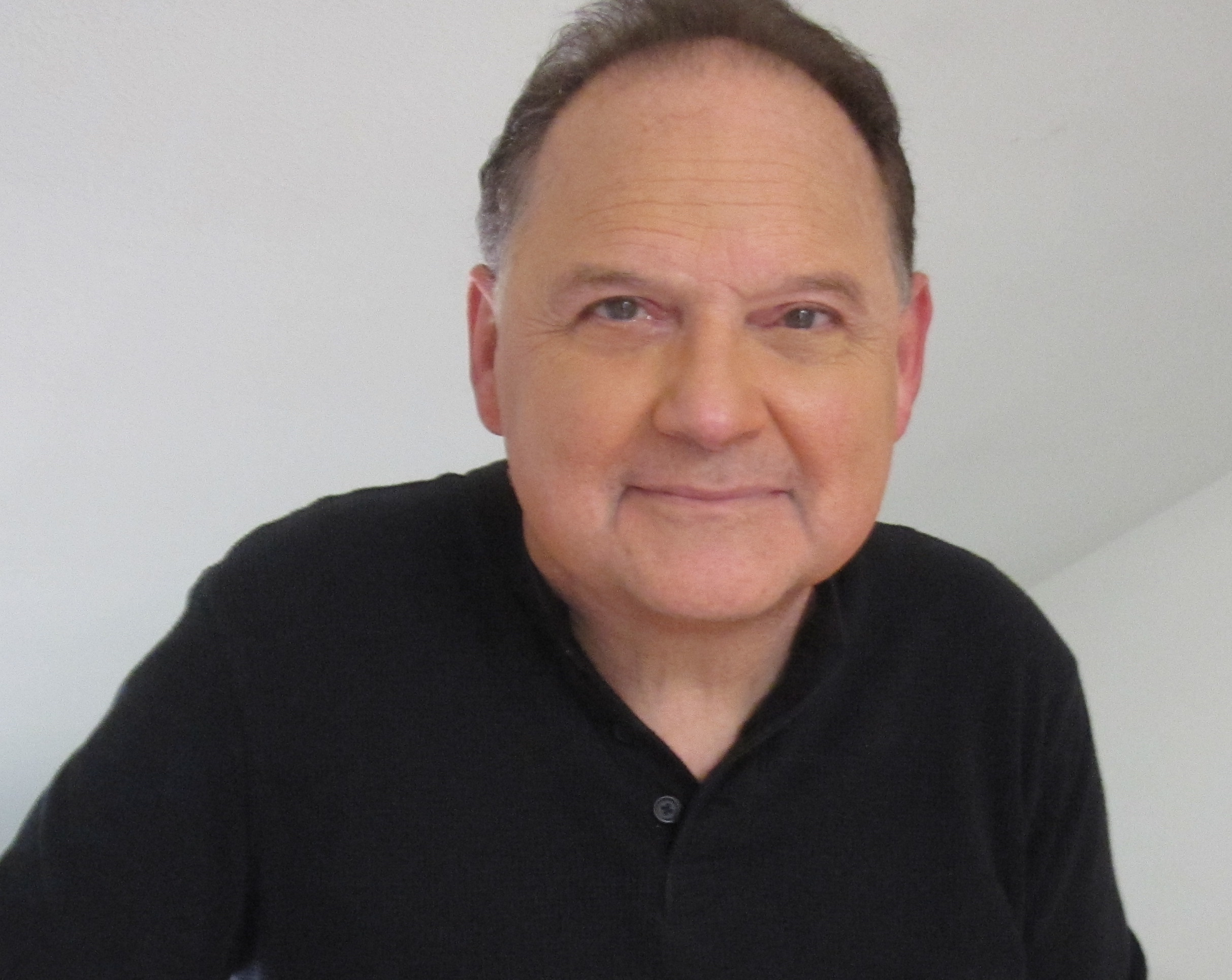
Stephen Furst (1955–2017)

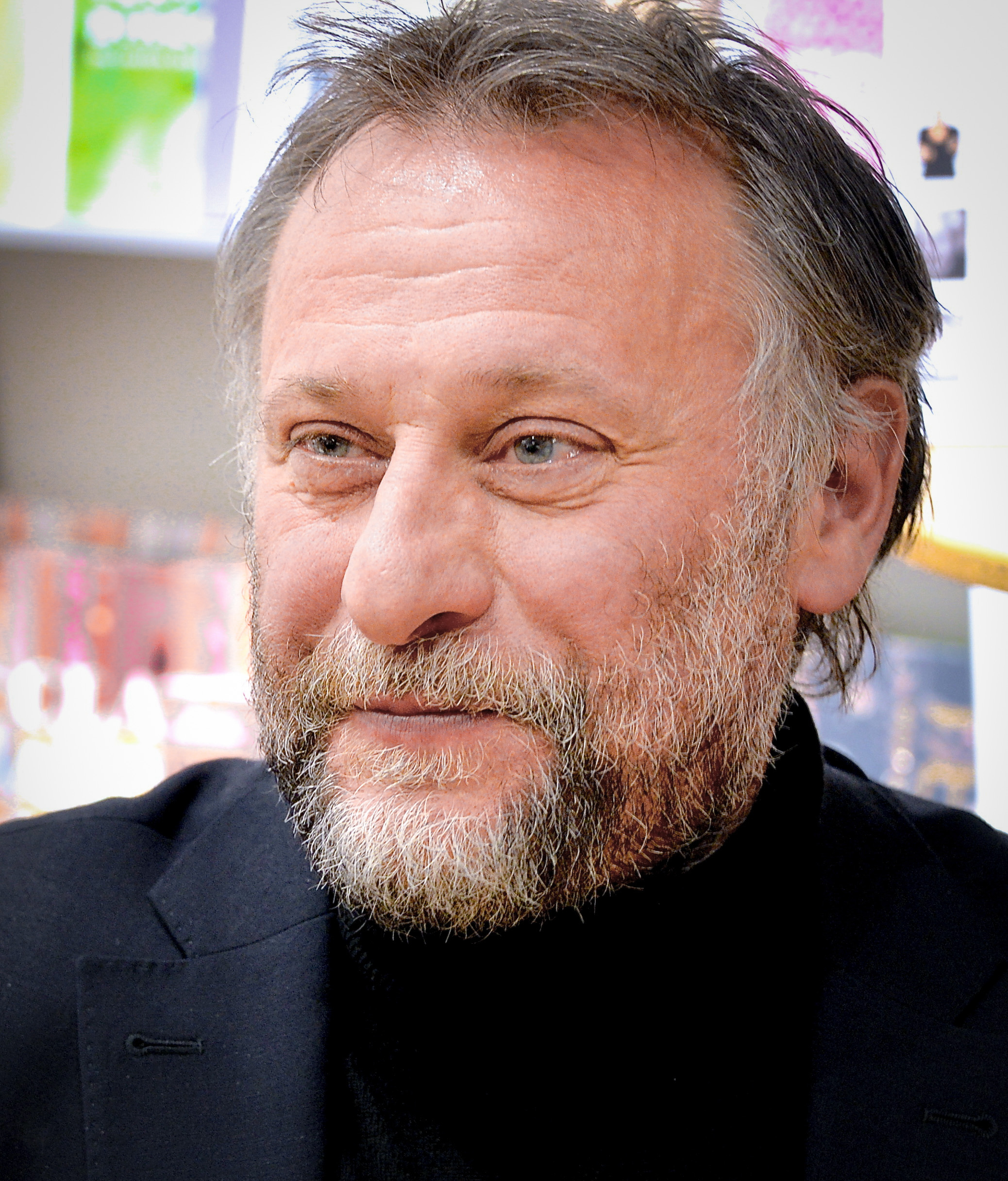
Mikael Nyqvist (1960–2017)

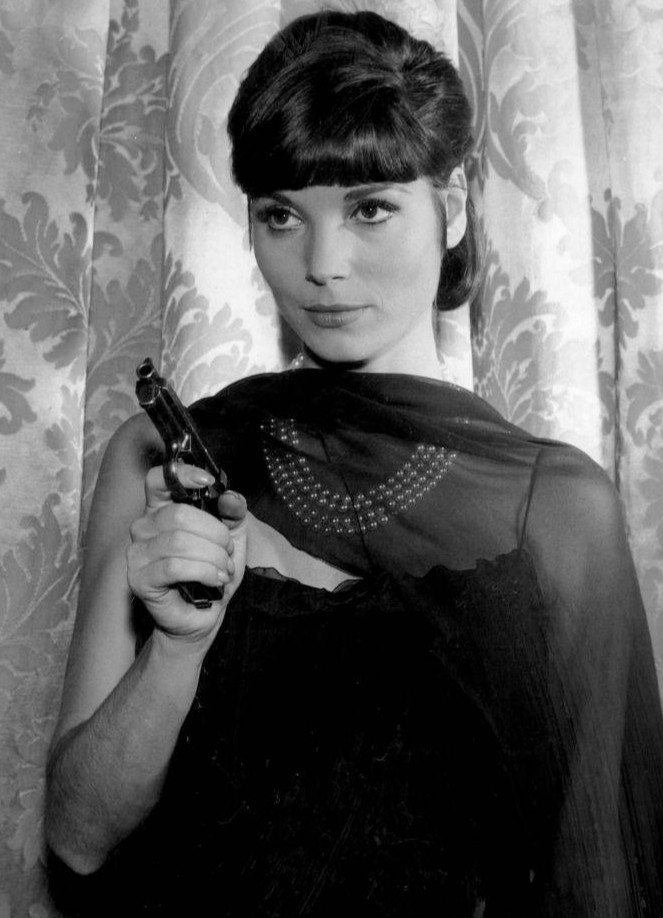
Elsa Martinelli (1935–2017)

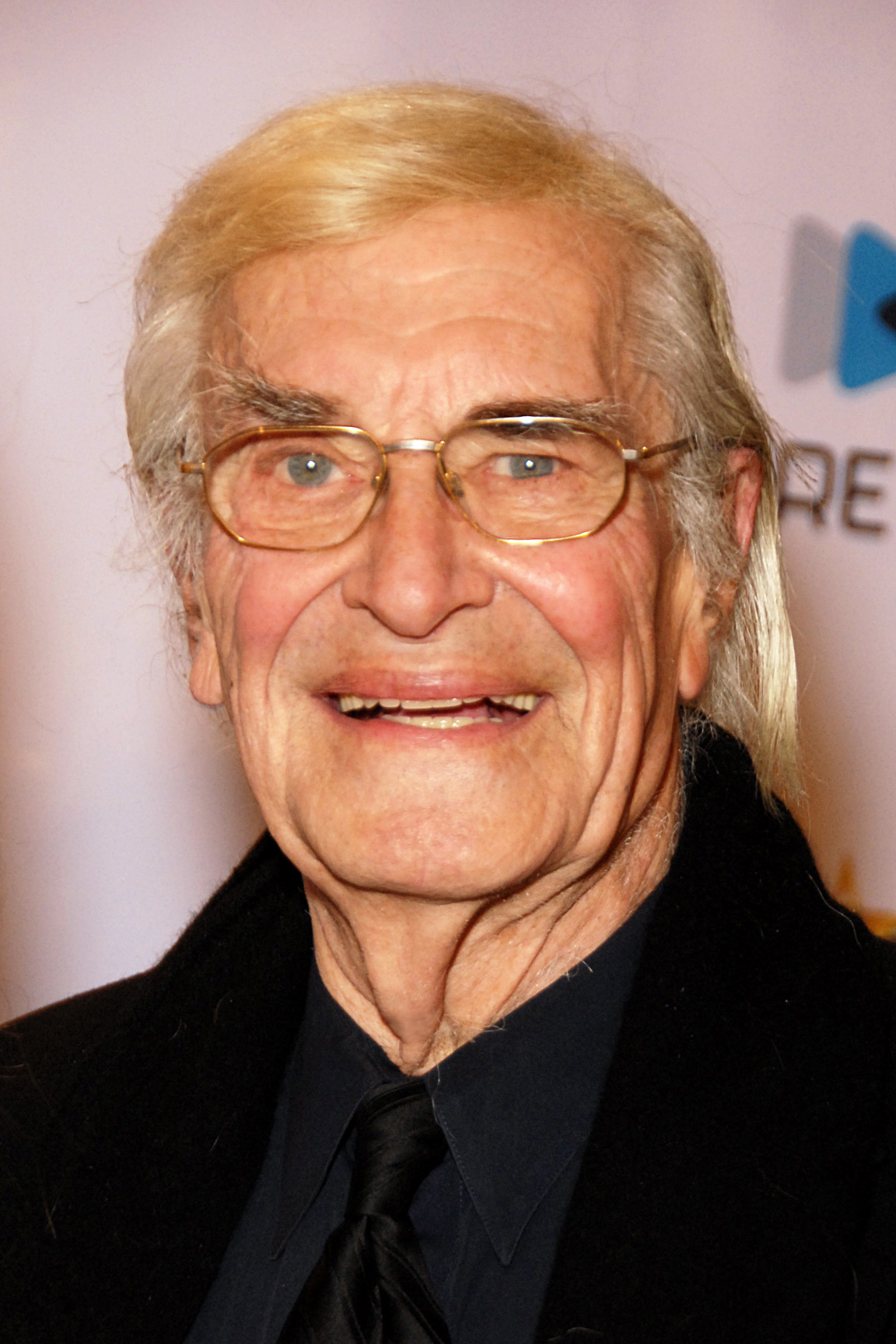
Martin Landau (1928–2017)

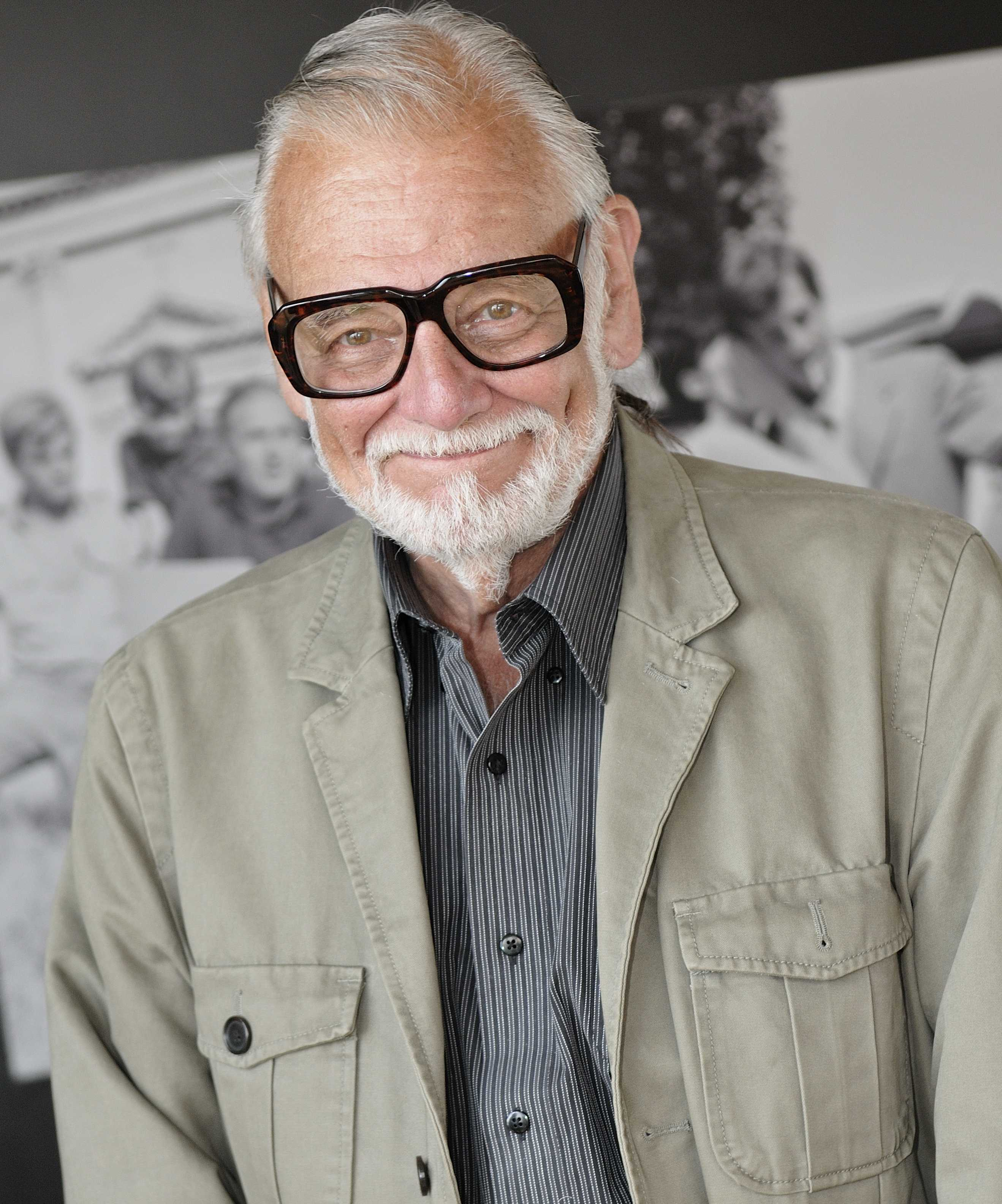
George A. Romero (1940–2017)

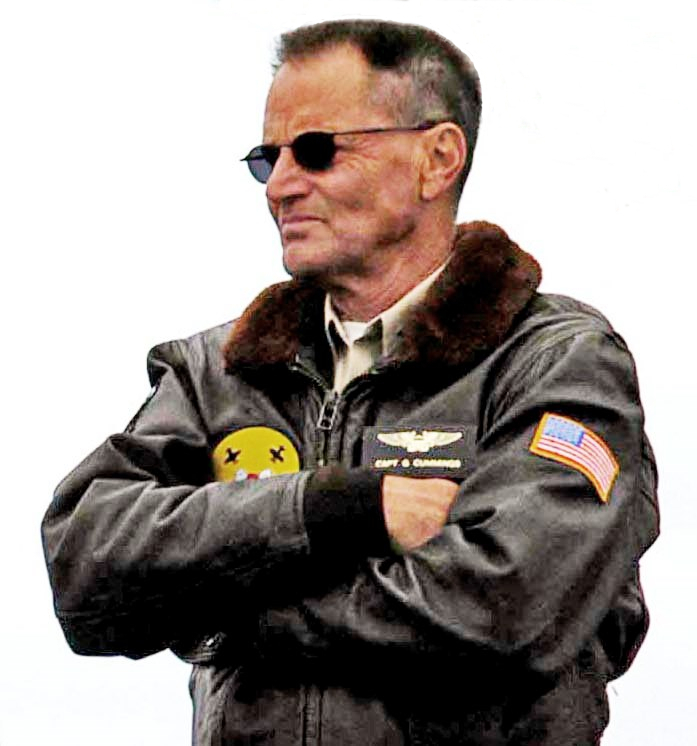
Sam Shepard (1943–2017)

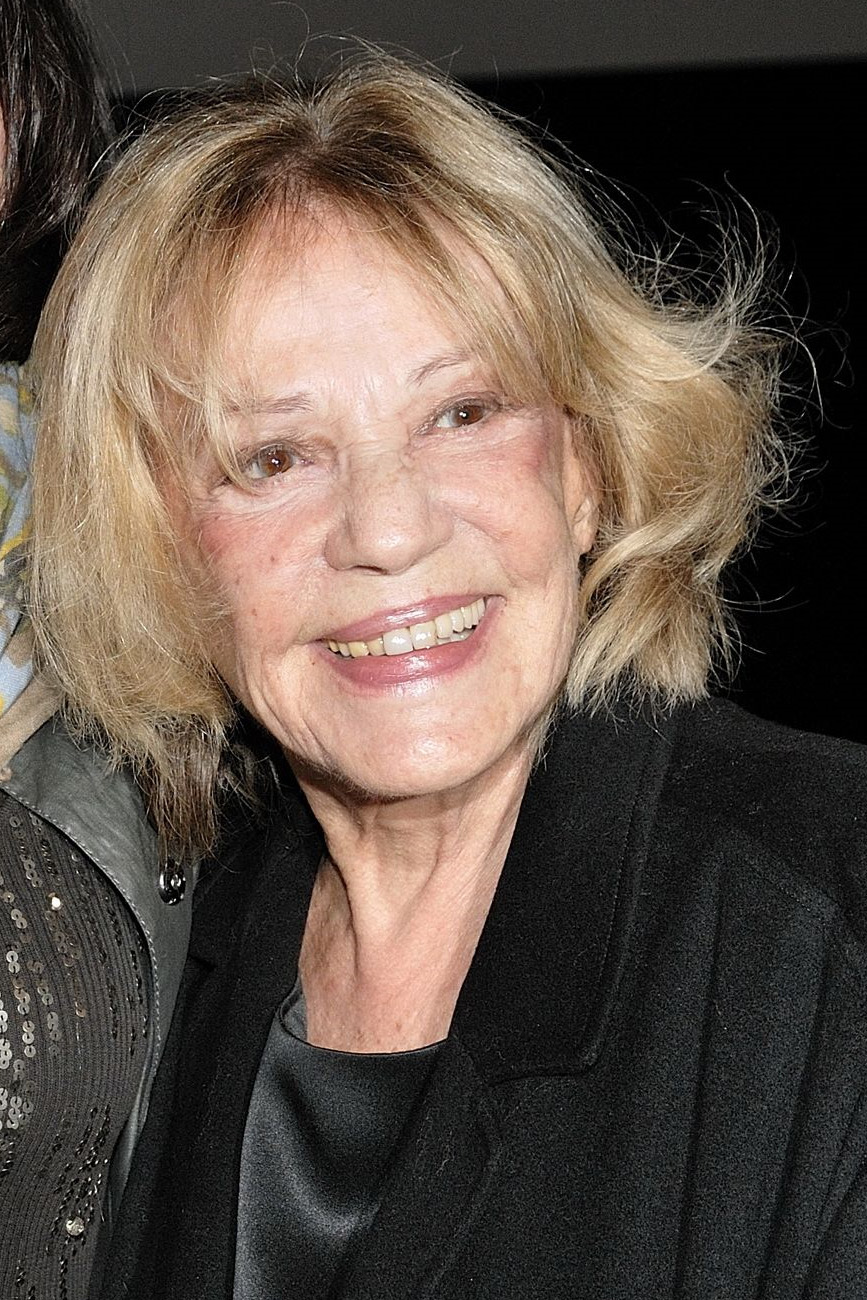
Jeanne Moreau (1928–2017)

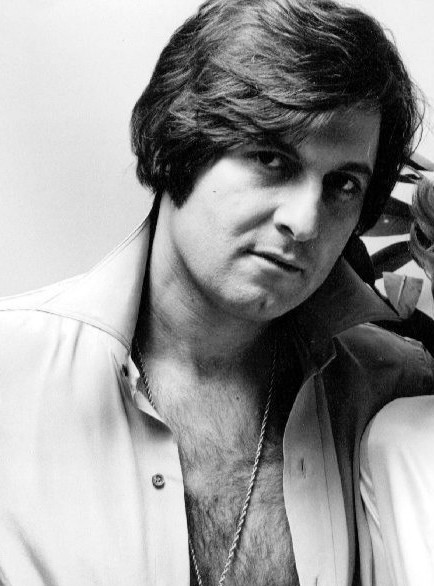
Joseph Bologna (1934–2017)

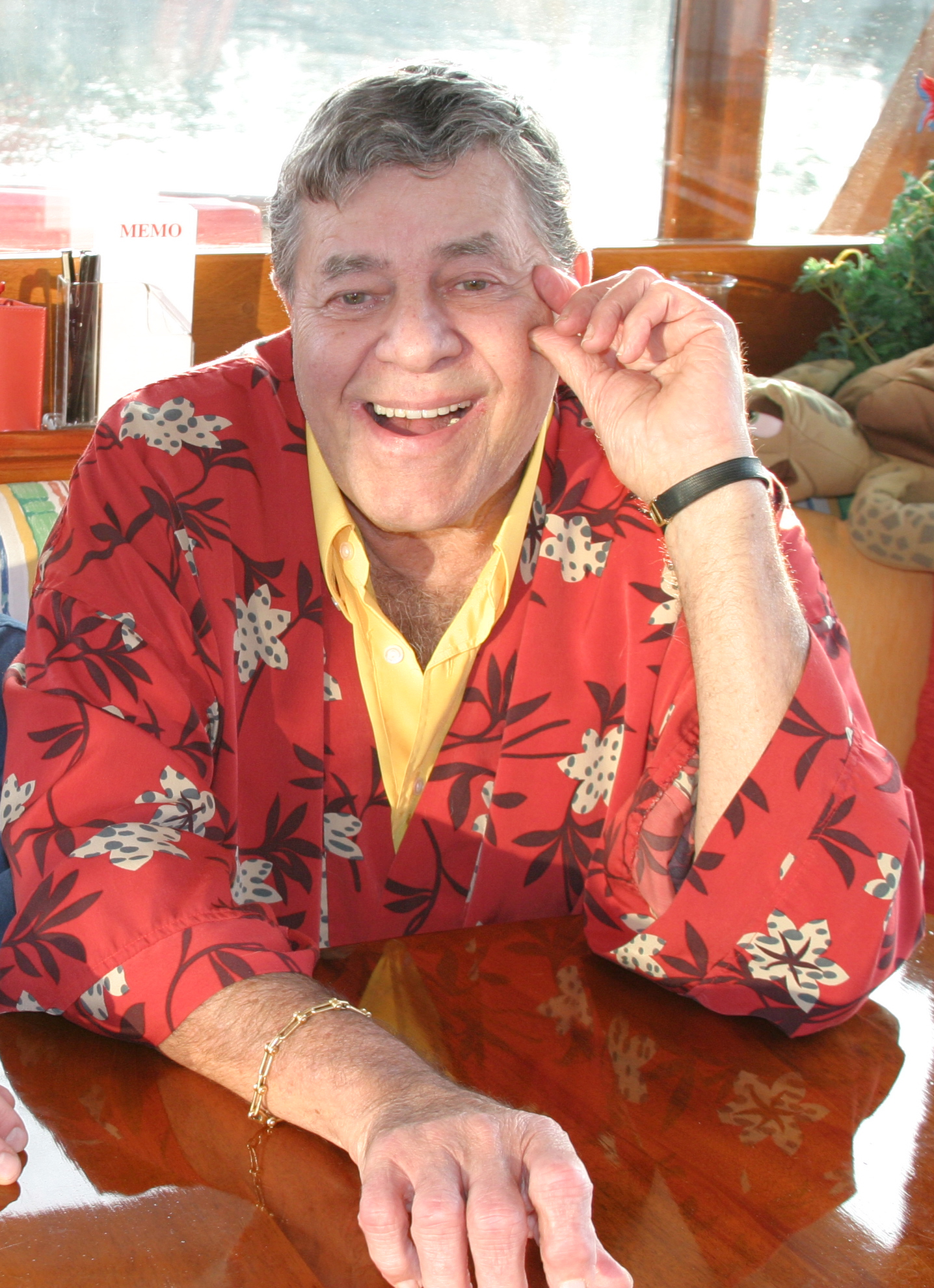
Jerry Lewis (1926–2017)

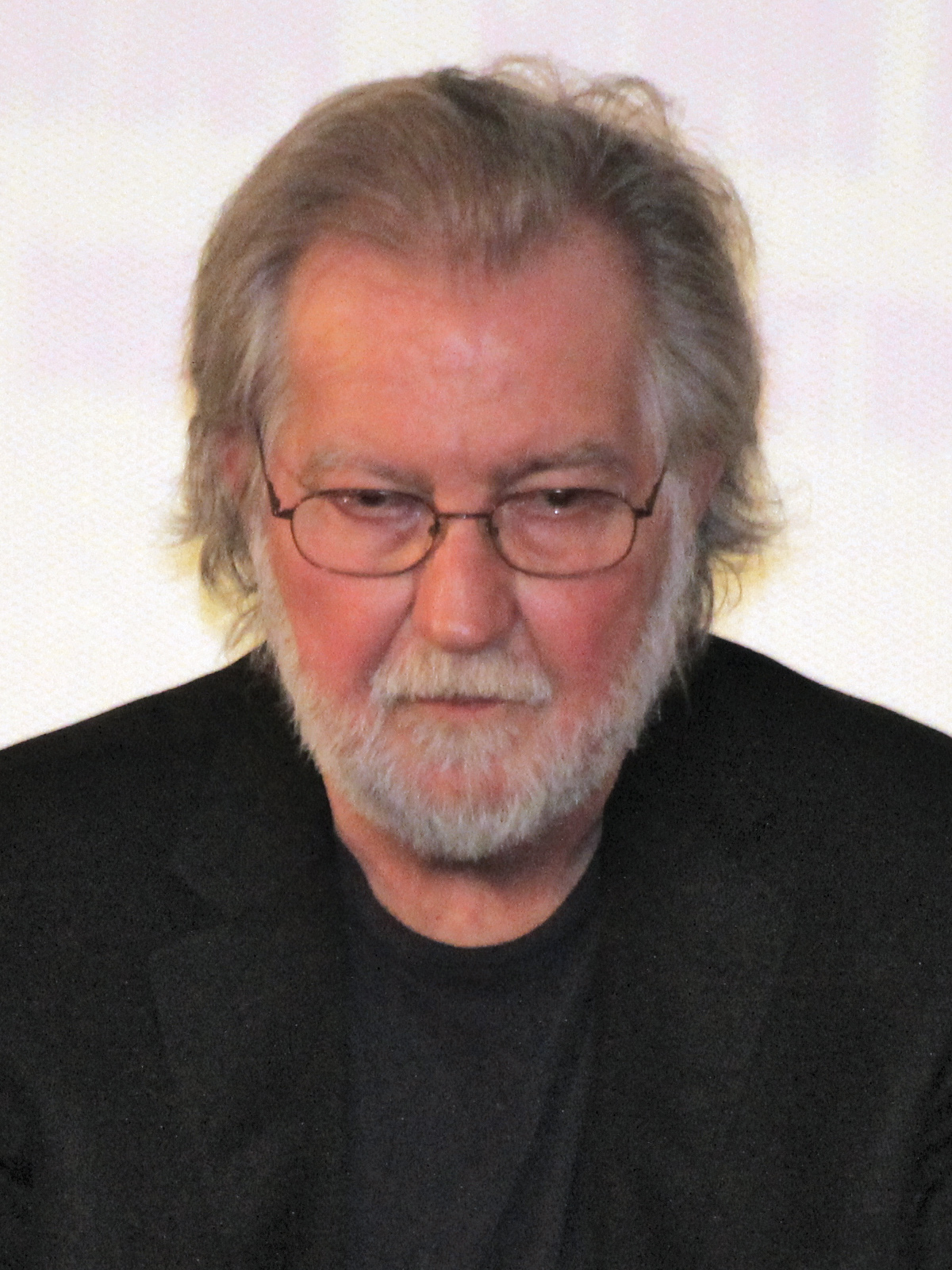
Tobe Hooper (1943–2017)

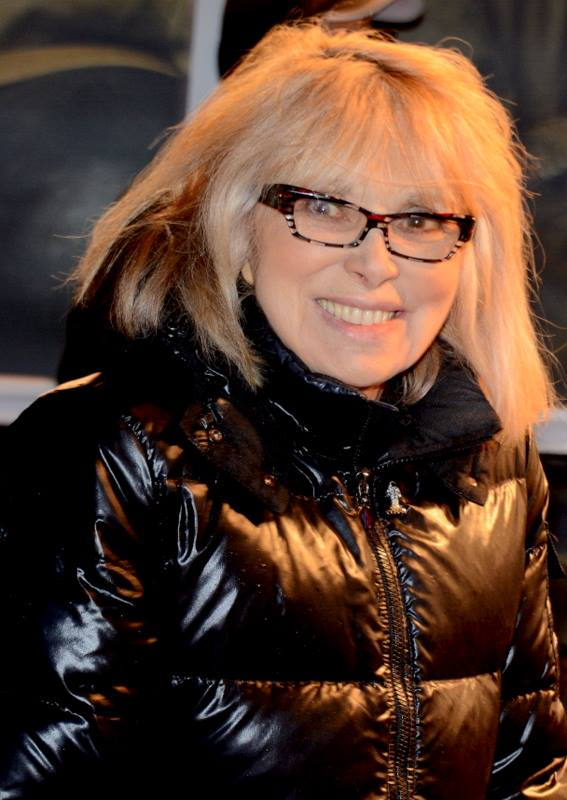
Mireille Darc (1938–2017)

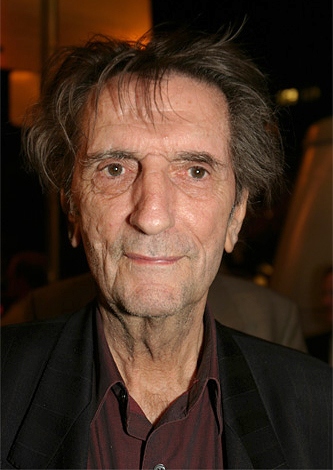
Harry Dean Stanton (1926–2017)

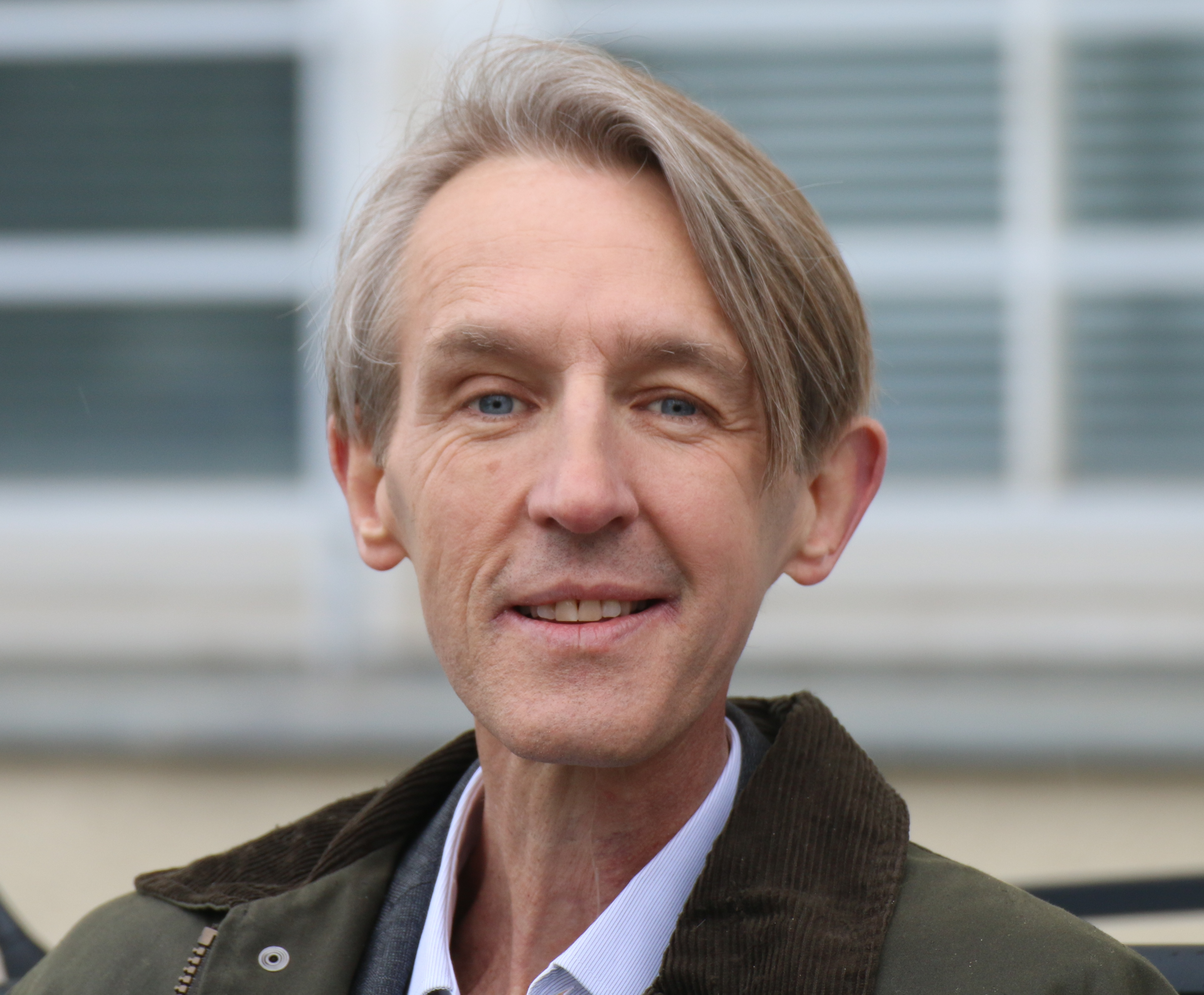
Andreas Schmidt (1963–2017)

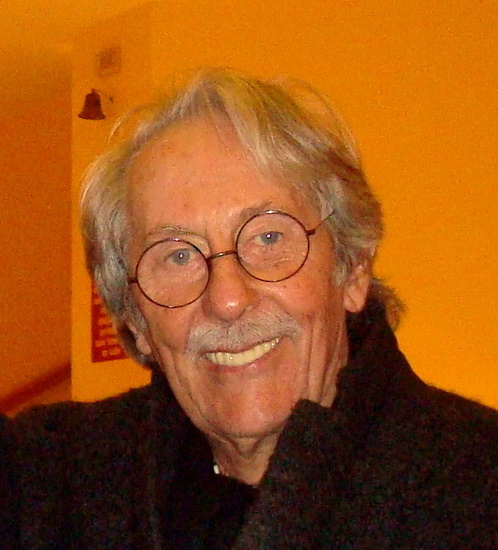
Jean Rochefort (1930–2017)

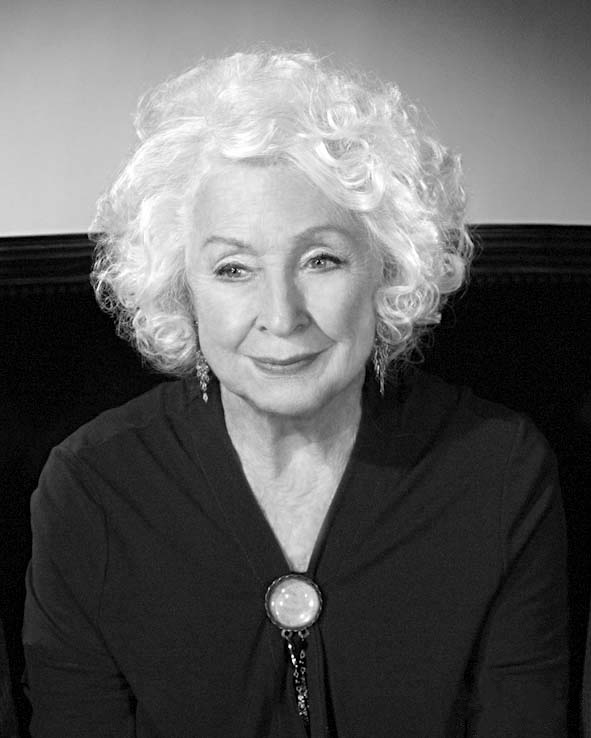
Danielle Darrieux (1917–2017)

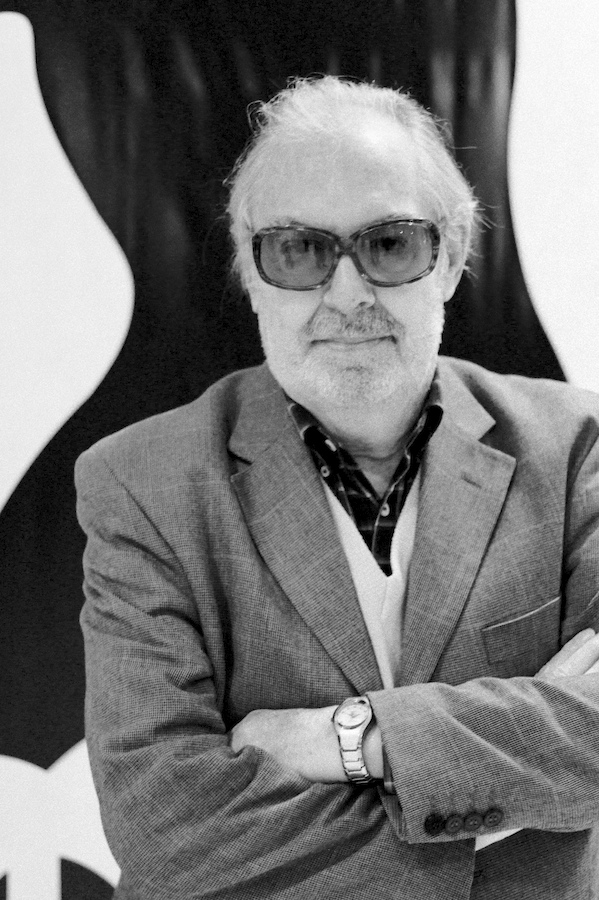
Umberto Lenzi (1931–2017)

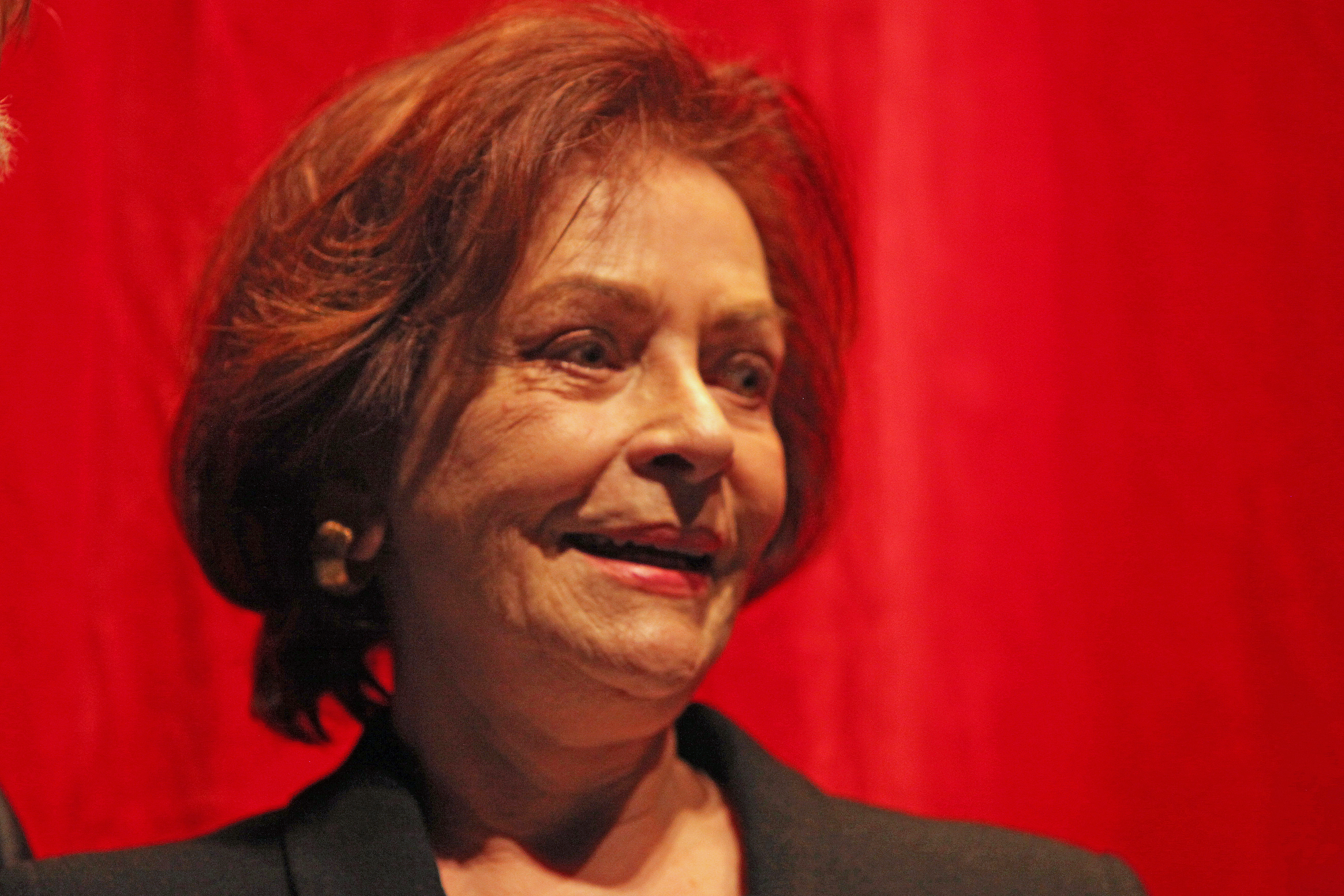
Karin Dor (1938–2017)

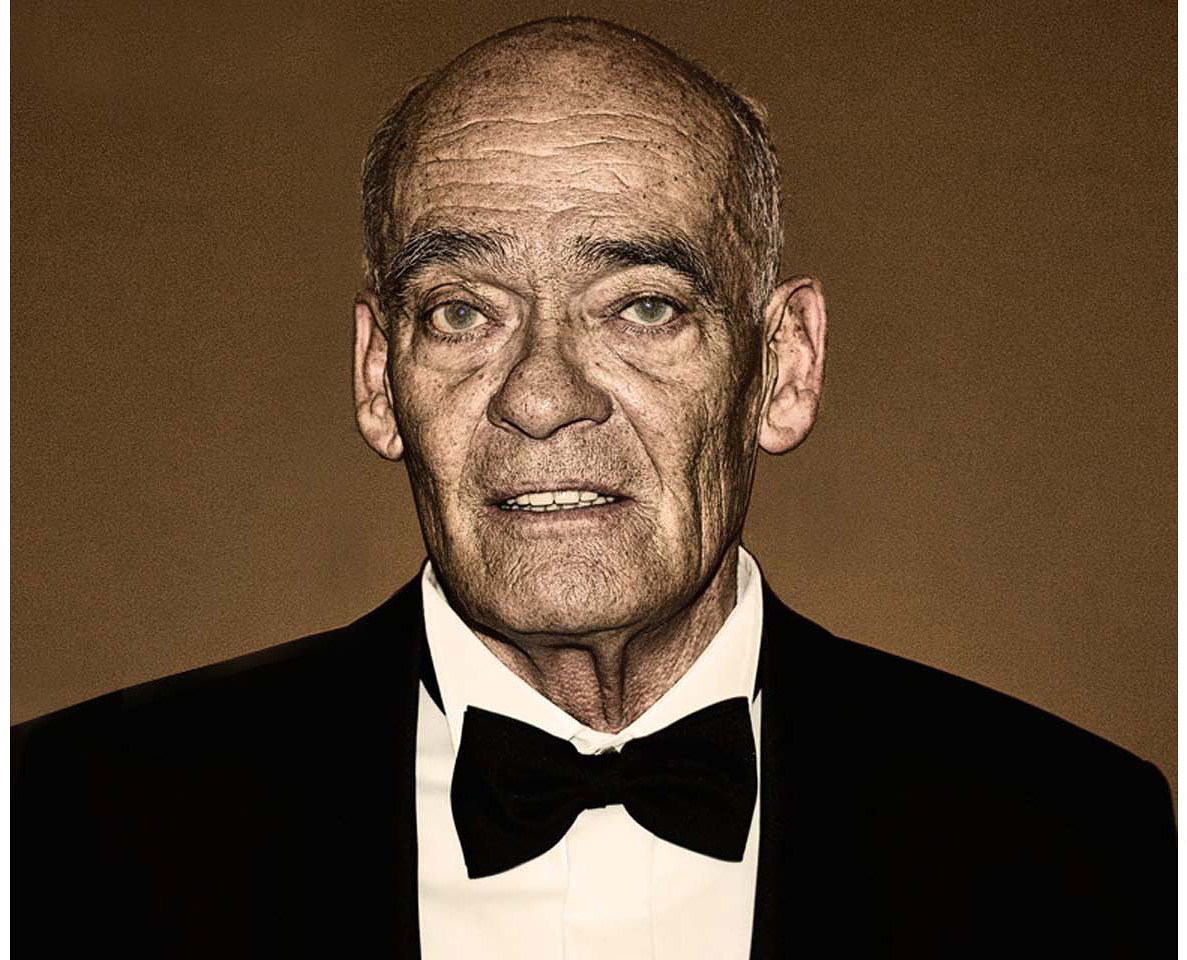
Hans-Michael Rehberg (1938–2017)

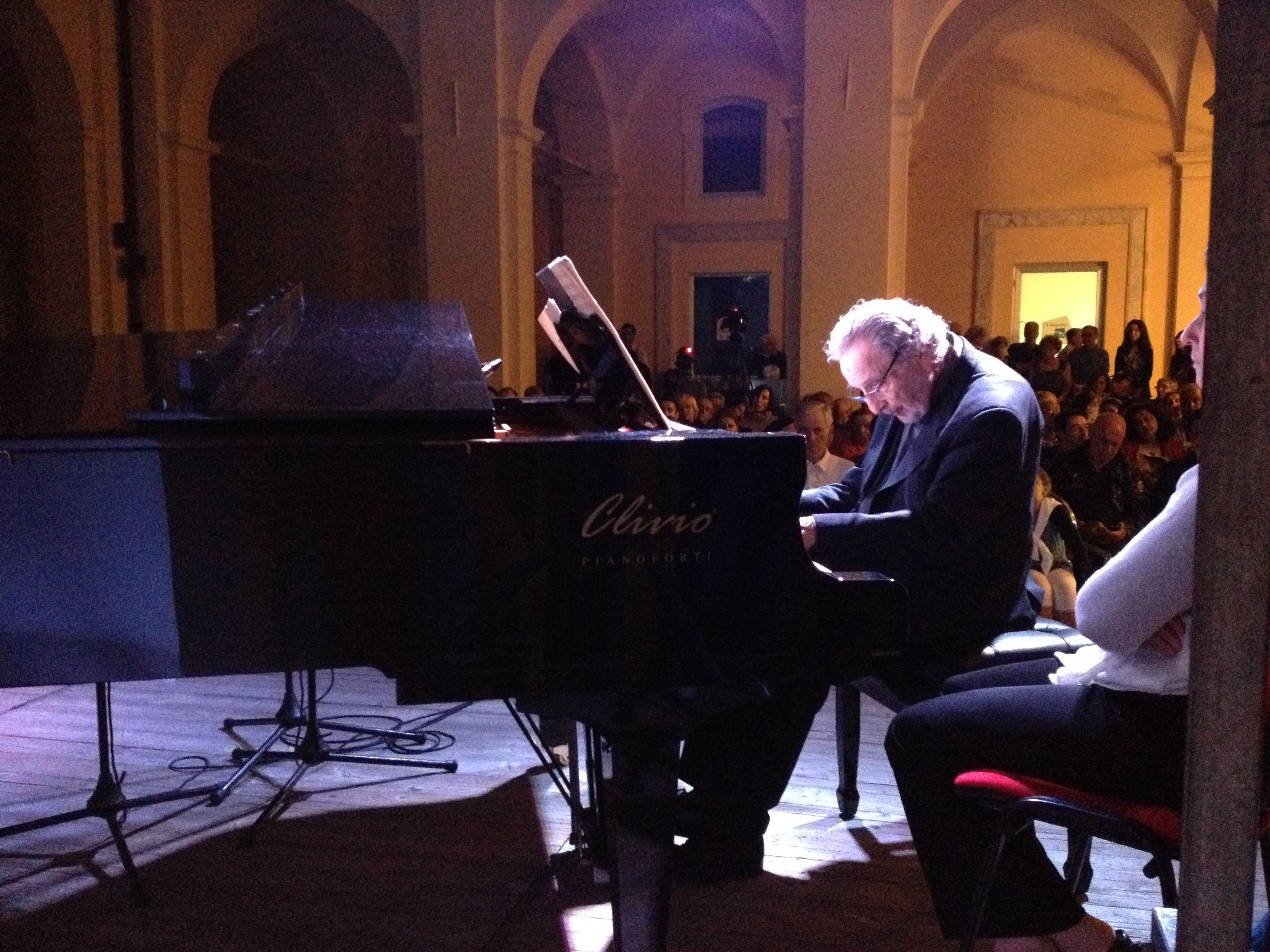
Luis Bacalov (1933–2017)

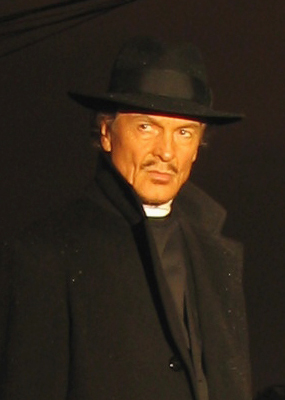
Ulli Lommel (1944–2017)

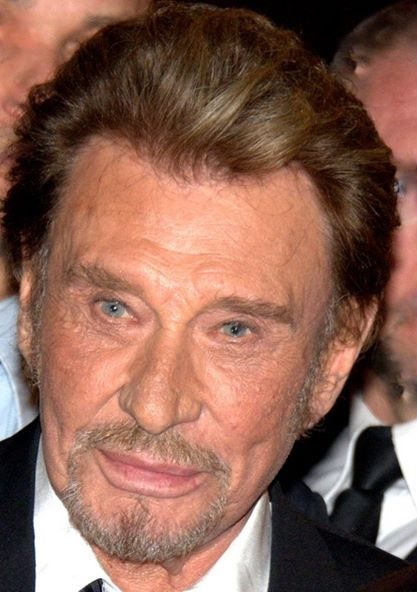
Johnny Hallyday (1943–2017)

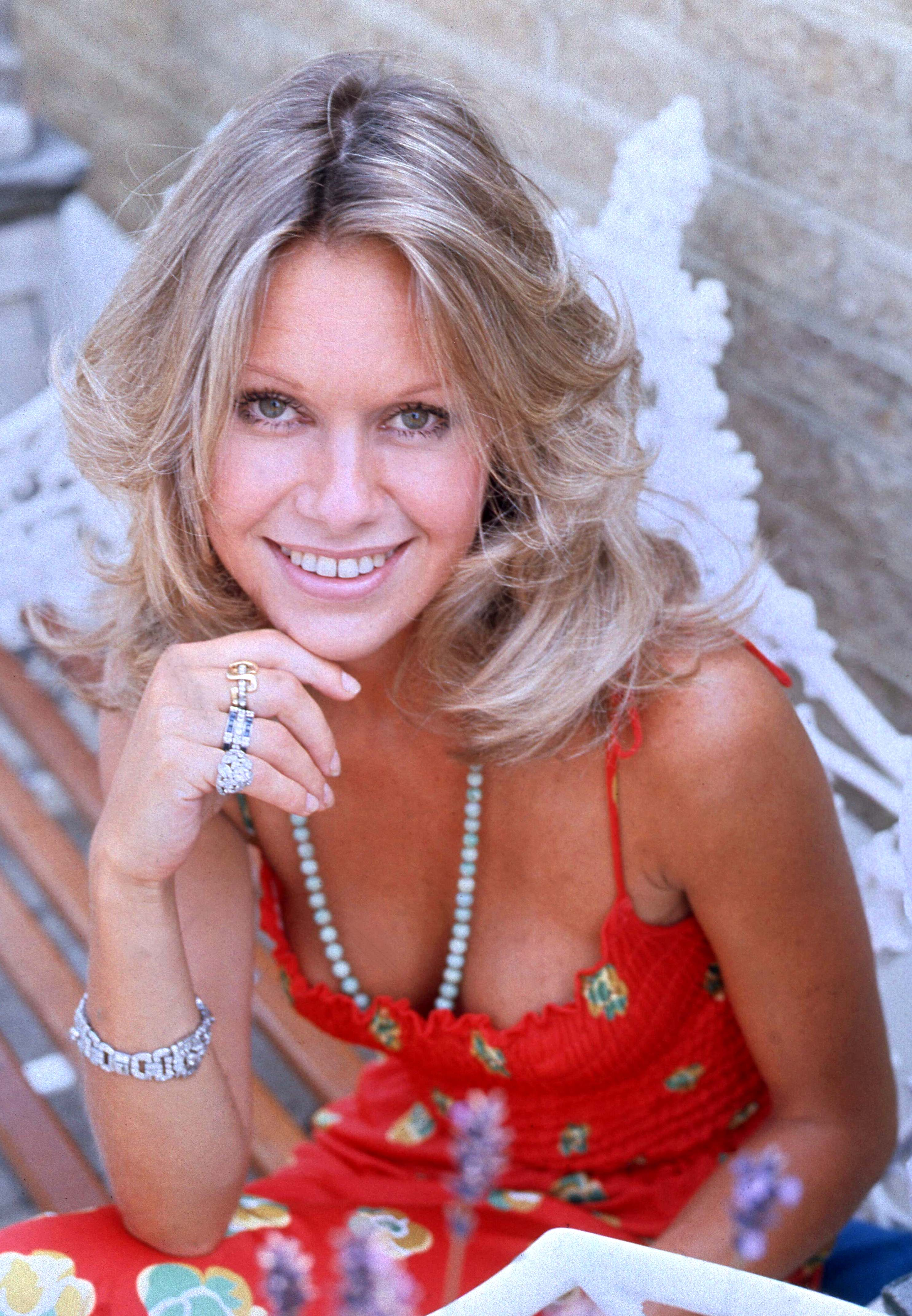
Suzanna Leigh (1945–2017)

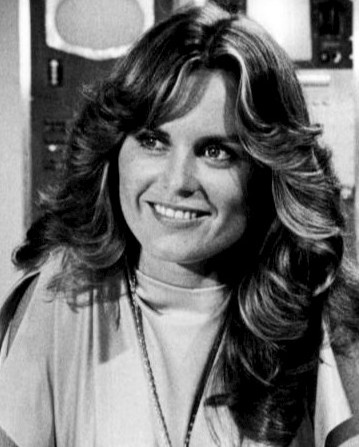
Heather Menzies (1949–2017)

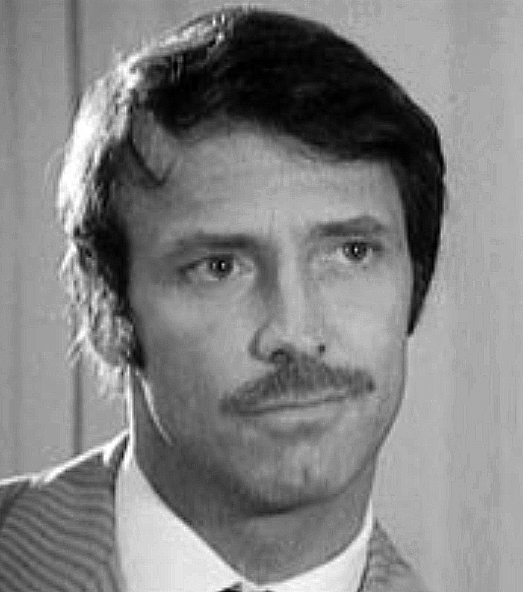
Thomas Hunter (1932–2017)

### Januar bis März
Januar
- 01. Januar: Dorothea Mommsen, deutsche Schauspielerin (* 1926)
- 02. Januar: John Berger, britischer Schriftsteller und Drehbuchautor (* 1926)
- 04. Januar: Klaus Wildbolz, Schweizer Schauspieler (* 1937)
- 06. Januar: Om Puri, indischer Schauspieler (* 1950)
- 06. Januar: Francine York, US-amerikanische Schauspielerin (* 1936)
- 06. Januar: Esther Orjuela, venezolanische Schauspielerin (* 1955)
- 07. Januar: Cheick Fantamady Camara, guineischer Regisseur und Dokumentarfilmer (* 1960)
- 08. Januar: Buddy Bregman, US-amerikanischer Regisseur, Produzent und Komponist (* 1930)
- 09. Januar: Teresa Ann Savoy, britisch-italienische Schauspielerin (* 1955)
- 10. Januar: Manlio Rocchetti, italienischer Maskenbildner (* 1943)
- 12. Januar: Gianfranco Bettetini, italienischer Drehbuchautor und Regisseur (* 1933)
- 12. Januar: William Peter Blatty, US-amerikanischer Drehbuchautor und Regisseur (* 1928)
- 13. Januar: Lothar Kuhn, deutscher Szenenbildner und Filmarchitekt (* 1946)
- 14. Januar: Maria Cabral, portugiesische Schauspielerin (* 1941)
- 16. Januar: Franz Jarnach, deutscher Schauspieler (* 1943)
- 19. Januar: Miguel Ferrer, US-amerikanischer Schauspieler (* 1955)
- 21. Januar: Veljo Tormis, estnischer Komponist (* 1930)
- 22. Januar: Søren Elung Jensen, dänischer Schauspieler und Synchronsprecher (* 1928)
- 22. Januar: Werner Nekes, deutscher Regisseur (* 1944)
- 23. Januar: Bimba Bosé, spanische Schauspielerin und Sängerin (* 1975)
- 23. Januar: Gorden Kaye, britischer Schauspieler und Komiker (* 1941)
- 25. Januar: Nora Cífková, tschechoslowakische Schauspielerin (* 1920)
- 25. Januar: John Hurt, britischer Schauspieler (* 1940)
- 25. Januar: Mary Tyler Moore, US-amerikanische Schauspielerin und Produzentin (* 1936)
- 26. Januar: Mike Connors, US-amerikanischer Schauspieler (* 1925)
- 26. Januar: Barbara Hale, US-amerikanische Schauspielerin (* 1922)
- 27. Januar: Éléonore Hirt, Schweizer Schauspielerin (* 1919)
- 27. Januar: Robert Ellis Miller, US-amerikanischer Filmregisseur (* 1927 oder 1932)
- 27. Januar: Emmanuelle Riva, französische Schauspielerin (* 1927)
- 27. Januar: Frank Tidy, britischer Kameramann (* 1932)
- 28. Januar: Richard Portman, US-amerikanischer Tontechniker (* 1934)
- 29. Januar: Wolfgang Hübner, deutscher Regisseur und Schauspieler (* 1931)
- 29. Januar: Dietmar Walther, deutscher Komponist (* 1923)
- 31. Januar: Frank Pellegrino, US-amerikanischer Schauspieler (* 1944)
- 31. Januar: Rob Stewart, kanadischer Regisseur, Drehbuchautor und Produzent (* 1979)

Februar
- 01. Februar: Lars-Erik Berenett, schwedischer Schauspieler (* 1942)
- 01. Februar: Kerstin Gähte, deutsche Schauspielerin (* 1958)
- 03. Februar: Dorothea Moritz, deutsche Schauspielerin (* 1932)
- 04. Februar: John Gay, US-amerikanischer Drehbuchautor (* 1924)
- 05. Februar: Björn Granath, schwedischer Schauspieler (* 1946)
- 06. Februar: Inge Keller, deutsche Schauspielerin (* 1923)
- 06. Februar: Alec McCowen, britischer Schauspieler (* 1925)
- 07. Februar: Svend Asmussen, dänischer Schauspieler (* 1916)
- 07. Februar: Richard Hatch, US-amerikanischer Schauspieler (* 1945)
- 08. Februar: Rina Matsuno, japanische Sängerin und Schauspielerin (* 1998)
- 09. Februar: Radu Gabrea, rumänischer Regisseur, Drehbuchautor und Produzent (* 1937)
- 09. Februar: Tara Palmer-Tomkinson, britische Schauspielerin (* 1971)
- 09. Februar: Kurt Radeke, deutscher Schauspieler und Synchronsprecher (* 1924)
- 12. Februar: Damian Davey, britischer Schauspieler und Sänger (* 1964)
- 13. Februar: Massimo Fagioli, italienischer Drehbuchautor und Regisseur (* 1931)
- 13. Februar: Gerald Hirschfeld, US-amerikanischer Kameramann (* 1921)
- 14. Februar: Hans-Jürgen Hermel, deutscher Dokumentarfilmer und Produzent (* 1936)
- 16. Februar: George Steele, US-amerikanischer Wrestler (* 1937)
- 17. Februar: Nicole Bass, US-amerikanische Schauspielerin (* 1964)
- 18. Februar: Richard Schickel, US-amerikanischer Dokumentarfilmer, Produzent und Kritiker (* 1933)
- 18. Februar: Pasquale Squitieri, italienischer Regisseur (* 1938)
- 19. Februar: Danuta Szaflarska, polnische Schauspielerin (* 1915)
- 20. Februar: Claus Neumann, deutscher Kameramann (* 1938)
- 20. Februar: Witali Tschurkin, russischer Kinderdarsteller (* 1952)
- 21. Februar: Brunella Bovo, italienische Schauspielerin (* 1932)
- 21. Februar: Stanisław Skrowaczewski, polnischer Komponist (* 1923)
- 22. Februar: Martin Lüttge, deutscher Schauspieler und Regisseur (* 1943)
- 23. Februar: Jutta Winkelmann, deutsche Schauspielerin, Regisseurin und Produzentin (* 1949)
- 25. Februar: Neil Fingleton, britischer Schauspieler (* 1980)
- 25. Februar: Bill Paxton, US-amerikanischer Schauspieler, Regisseur und Produzent (* 1955)
- 26. Februar: Gerald Kaufman, britischer Drehbuchautor (* 1930)
- 28. Februar: Euel Box, US-amerikanischer Komponist und Songwriter (* 1928)
- 28. Februar: Leone di Lernia, italienischer Schauspieler (* 1938)

März
- 01. März: Vladimir Tadej, jugoslawischer bzw. kroatischer Regisseur, Drehbuchautor, Szenen- und Kostümbildner (* 1925)
- 03. März: Paul Abler, US-amerikanischer Komponist (* 1957)
- 03. März: Míriam Colón, US-amerikanische Schauspielerin (* 1936)
- 04. März: Jean-Christophe Averty, französischer Regisseur und Fernsehmacher (* 1928)
- 05. März: Fred Weintraub, US-amerikanischer Filmproduzent und Drehbuchautor (* 1928)
- 06. März: Robert Osborne, US-amerikanischer Filmjournalist, -historiker und Schauspieler (* 1932)
- 06. März: Alberto Zedda, italienischer Dirigent (* 1928)
- 08. März: Georgi Danailow, bulgarischer Drehbuchautor (* 1936)
- 10. März: John Forgeham, britischer Schauspieler (* 1941)
- 10. März: Tony Haygarth, britischer Schauspieler (* 1945)
- 11. März: András Kovács, rumänisch-ungarischer Regisseur und Drehbuchautor (* 1925)
- 15. März: Wojciech Młynarski, polnischer Schauspieler und Drehbuchautor (* 1941)
- 16. März: Rodger Maus, US-amerikanischer Szenenbildner und Artdirector (* 1932)
- 17. März: Robert Day, britischer Regisseur und Drehbuchautor (* 1922)
- 17. März: Ingeborg Krabbe, deutsche Schauspielerin (* 1931)
- 17. März: Richard A. Roth, US-amerikanischer Filmproduzent (* 1940)
- 18. März: Trisha Brown, US-amerikanische Tänzerin und Choreografin (* 1936)
- 18. März: Joe Mafela, südafrikanischer Schauspieler und Regisseur (* 1942)
- 18. März: Tony Russel, US-amerikanischer Schauspieler und Synchronsprecher (* 1925)
- 18. März: Bernie Wrightson, US-amerikanischer Comiczeichner, Drehbuchautor und Schauspieler (* 1948)
- 22. März: Alexandr Kliment, tschechischer Drehbuchautor (* 1929)
- 22. März: Sven-Erik Magnusson, schwedischer Schauspieler und Komponist (* 1942)
- 22. März: Tomás Milián, kubanischer Schauspieler (* 1933)
- 22. März: Helena Štáchová, tschechische Puppenspielerin und Synchronsprecherin (* 1944)
- 23. März: Lola Albright, US-amerikanische Schauspielerin (* 1924)
- 24. März: Jean Rouverol, US-amerikanische Schauspielerin und Drehbuchautorin (* 1916)
- 25. März: Giorgio Capitani, italienischer Regisseur und Drehbuchautor (* 1927)
- 26. März: Darlene Cates, US-amerikanische Schauspielerin (* 1947)
- 27. März: Alessandro Alessandroni, italienischer Komponist (* 1925)
- 27. März: David Storey, britischer Drehbuchautor (* 1933)
- 28. März: Christine Kaufmann, deutsche Schauspielerin (* 1945)
- 28. März: Enn Vetemaa, estnischer Drehbuchautor (* 1936)
- 31. März: Radley Metzger, US-amerikanischer Regisseur, Produzent, Drehbuchautor und Verleiher (* 1929)

### April bis Juni
April
- 01. April: Gösta Ekman der Jüngere, schwedischer Schauspieler, Drehbuchautor und Regisseur (* 1939)
- 01. April: Jewgeni Jewtuschenko, sowjetischer bzw. russischer Schauspieler, Drehbuchautor und Regisseur (* 1932)
- 03. April: Renate Schroeter, deutsche Schauspielerin (* 1939)
- 05. April: Hugh Brodie, US-amerikanischer Musiker und Schauspieler (* 1933)
- 05. April: Hans Heinz Moser, schweizerischer Schauspieler (* 1936)
- 05. April: Memè Perlini, italienischer Schauspieler, Regisseur und Drehbuchautor (* 1947)
- 06. April: Armand Gatti, französischer Regisseur und Drehbuchautor (* 1924)
- 06. April: Jack Pinoteau, französischer Regisseur und Drehbuchautor (* 1923)
- 06. April: Don Rickles, US-amerikanischer Komiker und Schauspieler (* 1926)
- 07. April: Relja Bašić, jugoslawisch-kroatischer Schauspieler (* 1930)
- 07. April: Tim Pigott-Smith, britischer Schauspieler (* 1946)
- 08. April: Wolfgang Braumann, deutscher Kameramann (* 1938)
- 08. April: Marie Mergey, französische Schauspielerin (* 1922)
- 09. April: John Clarke, neuseeländisch-australischer Satiriker, Drehbuchautor und Schauspieler (* 1948)
- 09. April: Peter Hansen, US-amerikanischer Schauspieler (* 1921)
- 10. April: Linda Hopkins, US-amerikanische Sängerin und Schauspielerin (* 1924)
- 11. April: Michael Ballhaus, deutscher Kameramann (* 1935)
- 12. April: Charlie Murphy, US-amerikanischer Komiker, Schauspieler und Drehbuchautor (* 1959)
- 14. April: Manfred Jung, deutscher Opernsänger (* 1940)
- 15. April: Clifton James, US-amerikanischer Schauspieler (* 1920)
- 16. April: Michael Bogdanov, britischer Regisseur und Drehbuchautor (* 1938)
- 17. April: Ulrich Frank, deutscher Schauspieler und Synchronsprecher (* 1943)
- 18. April: Gordon Langford, britischer Arrangeur und Komponist (* 1930)
- 18. April: Yvonne Monlaur, französische Schauspielerin (* 1935)
- 18. April: J. C. Spink, US-amerikanischer Produzent (* 1972)
- 20. April: Cuba Gooding senior, US-amerikanischer Sänger und Schauspieler (* 1944)
- 21. April: Enrico Medioli, italienischer Drehbuchautor (* 1925)
- 21. April: Thomas Schiestl, deutscher Schauspieler (* 1935)
- 22. April: William Hjortsberg, US-amerikanische Drehbuchautor (* 1941)
- 22. April: Erin Moran, US-amerikanische Schauspielerin (* 1960)
- 22. April: Witold Pyrkosz, polnischer Schauspieler (* 1926)
- 22. April: Gustavo Rojo, uruguayischer Schauspieler und Produzent (* 1923)
- 22. April: Donna Williams, australische Schriftstellerin und Drehbuchautorin (* 1963)
- 23. April: Kathleen Crowley, US-amerikanische Schauspielerin (* 1929)
- 25. April: Martha Lavey, US-amerikanische Schauspielerin (* 1957)
- 26. April: Jonathan Demme, US-amerikanischer Regisseur (* 1944)
- 26. April: Andreas von der Meden, deutscher Schauspieler und Synchronsprecher (* 1943)
- 26. April: Christine Oesterlein, deutsche Schauspielerin (* 1924)
- 27. April: Vinod Khanna, indischer Schauspieler und Produzent (* 1946)
- 27. April: Sadanoyama Shinmatsu, japanischer Schauspieler (* 1938)
- 28. April: Erich Helmensdorfer, deutscher Moderator und Schauspieler (* 1920)
- 29. April: Marie-Agnes Reintgen, deutsche Schauspielerin (* 1944)
- 30. April: Lorna Gray, US-amerikanische Schauspielerin (* 1917)

Mai
- 01. Mai: Katy Bødtger, dänische Sängerin (* 1932)
- 01. Mai: Pierre Gaspard-Huit, französischer Regisseur und Drehbuchautor (* 1917)
- 03. Mai: Lukas Ammann, schweizerischer Schauspieler (* 1912)
- 03. Mai: Daliah Lavi, israelische Schauspielerin und Sängerin (* 1942)
- 04. Mai: Victor Lanoux, französischer Schauspieler (* 1936)
- 05. Mai: Michael Wearing, britischer Produzent (* 1939)
- 08. Mai: Curt Lowens, deutscher Schauspieler (* 1925)
- 08. Mai: Claus Peter Witt, deutscher Regisseur, Drehbuchautor und Schauspieler (* 1932)
- 09. Mai: Michael Parks, US-amerikanischer Schauspieler, Regisseur und Sänger (* 1940)
- 10. Mai: Geoffrey Bayldon, britischer Schauspieler und Synchronsprecher (* 1924)
- 10. Mai: Emmanuèle Bernheim, französische Schriftstellerin und Drehbuchautorin (* 1955)
- 11. Mai: İbrahim Erkal, türkischer Musiker und Schauspieler (* 1967)
- 11. Mai: Roland Gräf, deutscher Regisseur, Drehbuchautor und Kameramann (* 1934)
- 12. Mai: Doris Borkmann, deutsche Regieassistentin und Casterin (* 1935)
- 13. Mai: Silvana Blasi, italienische Schauspielerin (* 1931)
- 14. Mai: Powers Boothe, US-amerikanischer Schauspieler (* 1948)
- 14. Mai: Brad Grey, US-amerikanischer Produzent, Künstleragent und Manager (* 1957)
- 14. Mai: Holger Münzer, deutscher Komponist und Schauspieler (* 1939)
- 15. Mai: Bernd Fischerauer, österreichischer Regisseur, Drehbuchautor und Schauspieler (* 1943)
- 16. Mai: Gunnar Möller, deutscher Schauspieler (* 1928)
- 18. Mai: Roger Ailes, US-amerikanischer Fernsehproduzent (* 1940)
- 19. Mai: Dieter Gackstetter, deutscher Regisseur, Choreograph und Schauspieler (* 1939)
- 22. Mai: Dina Merrill, US-amerikanische Schauspielerin (* 1923)
- 22. Mai: Zbigniew Wodecki, polnischer Sänger und Schauspieler (* 1950)
- 23. Mai: Roger Moore, britischer Schauspieler (* 1927)
- 24. Mai: Denis Johnson, US-amerikanischer Schriftsteller und Drehbuchautor (* 1949)
- 24. Mai: Fritz Lichtenhahn, schweizerischer Schauspieler (* 1932)
- 24. Mai: Jared Martin, US-amerikanischer Schauspieler (* 1941)
- 25. Mai: Rainer Frieb, deutscher Schauspieler (* 1949)
- 26. Mai: Toni Bertorelli, italienischer Schauspieler (* 1948)
- 26. Mai: Laura Biagiotti, italienische Designerin und Kostümbildnerin (* 1943)
- 27. Mai: Gregg Allman, US-amerikanischer Musiker und Schauspieler (* 1947)
- 30. Mai: Molly Peters, britische Schauspielerin (* 1942)
- 30. Mai: Dasari Narayana Rao, indischer Schauspieler, Regisseur und Produzent (* 1947)
- 30. Mai: Elena Verdugo, US-amerikanische Schauspielerin (* 1925)
- 31. Mai: Jiří Bělohlávek, tschechischer Dirigent (* 1946)
- 31. Mai: Fred J. Koenekamp, US-amerikanischer Kameramann (* 1922)
- 31. Mai: Hilde Sochor, österreichische Schauspielerin (* 1924)

Juni
- 01. Juni: Tankred Dorst, deutscher Drehbuchautor, Regisseur und Schauspieler (* 1925)
- 02. Juni: Peter Sallis, britischer Schauspieler und Synchronsprecher (* 1921)
- 02. Juni: Ralf Schermuly, deutscher Schauspieler und Synchronsprecher (* 1942)
- 02. Juni: Sonja Sutter, deutsche Schauspielerin (* 1931)
- 03. Juni: Thorkild Demuth, dänischer Schauspieler und Regisseur (* 1927)
- 04. Juni: Bill Butler, britischer Filmeditor (* 1933)
- 04. Juni: Juan Goytisolo, spanischer Schriftsteller und Drehbuchautor (* 1931)
- 04. Juni: Roger Smith, US-amerikanischer Schauspieler, Produzent und Drehbuchautor (* 1932)
- 06. Juni: Petra Höfer, deutsche Filmemacherin (* 1963)
- 06. Juni: Sandra Reemer, niederländische Sängerin, Moderatorin und Schauspielerin (* 1950)
- 07. Juni: Rainer Büttner, deutscher Synchronsprecher und Schauspieler (* 1945)
- 07. Juni: Thierry Zéno, belgischer Regisseur und Drehbuchautor (* 1950)
- 08. Juni: Glenne Headly, US-amerikanische Schauspielerin (* 1955)
- 09. Juni: Adam West, US-amerikanischer Schauspieler und Synchronsprecher (* 1928)
- 11. Juni: Alexandra Kluge, deutsche Schauspielerin (* 1937)
- 12. Juni: rosalie, deutsche Kostüm- und Szenenbildnerin (* 1953)
- 13. Juni: Albert Ramsdell Gurney, US-amerikanischer Drehbuchautor (* 1930)
- 13. Juni: Yōko Nogiwa, japanische Schauspielerin (* 1936)
- 13. Juni: Anita Pallenberg, deutsche Schauspielerin und Model (* 1942)
- 13. Juni: Ulf Stark, schwedischer Schriftsteller und Drehbuchautor (* 1944)
- 14. Juni: Renate Holland-Moritz, deutsche Filmkritikerin und Drehbuchautorin (* 1935)
- 15. Juni: Alexei Batalow, russischer Schauspieler, Regisseur und Drehbuchautor (* 1928)
- 15. Juni: Bill Dana, US-amerikanischer Schauspieler, Drehbuchautor und Produzent (* 1924)
- 16. Juni: John G. Avildsen, US-amerikanischer Regisseur, Filmeditor und Produzent (* 1935)
- 16. Juni: Stephen Furst, US-amerikanischer Schauspieler, Regisseur und Produzent (* 1955)
- 16. Juni: Gilberto Galimberti, italienischer Schauspieler und Stuntman (* 1933)
- 17. Juni: Anneliese Uhlig, deutsch-amerikanische Schauspielerin (* 1918)
- 19. Juni: Ilse Pagé, deutsche Schauspielerin und Synchronsprecherin (* 1939)
- 21. Juni: Erich Becht, deutscher Komponist und Arrangeur (* 1926)
- 22. Juni: Hartmut Neugebauer, deutscher Schauspieler, Synchronsprecher, Dialogbuchautor und Synchronregisseur (* 1942)
- 25. Juni: Skip Homeier, US-amerikanischer Schauspieler (* 1930)
- 25. Juni: K. R. Mohanan, indischer Regisseur (* 1947)
- 27. Juni: Piotr Bikont, polnischer Regisseur und Schauspieler (* 1955)
- 27. Juni: Mikael Nyqvist, schwedischer Schauspieler (* 1960)
- Ende Juni: Petra Nettelbeck, deutsche Schauspielerin und Produzentin (* 1939)

### Juli bis September
Juli
- 01. Juli: Heathcote Williams, britischer Schauspieler (* 1941)
- 02. Juli: Chris Roberts, deutscher Sänger und Schauspieler (* 1944)
- 03. Juli: Joe Robinson, britischer Wrestler und Schauspieler (* 1927)
- 03. Juli: Solvi Stübing, deutsche Schauspielerin (* 1941)
- 03. Juli: Paolo Villaggio, italienischer Schauspieler, Regisseur und Schriftsteller (* 1932)
- 06. Juli: Thomas E. Sanders, US-amerikanischer Szenenbildner und Artdirector (* 1953)
- 07. Juli: Jean-Pierre Bernard, französischer Schauspieler (* 1933)
- 08. Juli: Nelsan Ellis, US-amerikanischer Schauspieler (* 1977)
- 08. Juli: Brigitte Kirsche, deutsche Filmeditorin (* 1923)
- 08. Juli: Elsa Martinelli, italienische Schauspielerin (* 1935)
- 09. Juli: Clare Douglas, britische Filmeditorin (* 1944)
- 09. Juli: Paquita Rico, spanische Schauspielerin (* 1929)
- 12. Juli: Rainer Boldt, deutscher Regisseur und Drehbuchautor (* 1946)
- 12. Juli: Gundula Petrovska, deutsche Schauspielerin (* 1943)
- 15. Juli: Martin Landau, US-amerikanischer Schauspieler (* 1928)
- 16. Juli: George A. Romero, US-amerikanischer Regisseur, Autor, Filmeditor und Schauspieler (* 1940)
- 17. Juli: Marie-Josèphe Yoyotte, französische Filmeditorin (* 1929)
- 20. Juli: Claude Rich, französischer Schauspieler (* 1929)
- 21. Juli: John Heard, US-amerikanischer Schauspieler (* 1945)
- 21. Juli: Clem Moorman, US-amerikanischer Schauspieler (* 1916)
- 21. Juli: Deborah Watling, britische Schauspielerin (* 1948)
- 26. Juli: June Foray, US-amerikanische Synchronsprecherin (* 1917)
- 27. Juli: Sam Shepard, US-amerikanischer Dramatiker und Schauspieler (* 1943)
- 31. Juli: Jean-Claude Bouillon, französischer Schauspieler (* 1941)
- 31. Juli: Jeanne Moreau, französische Schauspielerin, Filmregisseurin und Sängerin (* 1928)

August
- 01. August: Eric Zumbrunnen, US-amerikanischer Filmeditor (* 1964)
- 02. August: Ina Holst, deutsche Schauspielerin (* 1956)
- 02. August: Daniel Licht, US-amerikanischer Komponist (* 1957)
- 03. August: Rüdiger Götze, deutscher Schauspieler (* 1942)
- 03. August: Ty Hardin, US-amerikanischer Schauspieler (* 1930)
- 03. August: Robert Hardy, britischer Schauspieler (* 1927)
- 07. August: Haruo Nakajima, japanischer Schauspieler (* 1929)
- 08. August: Glen Campbell, US-amerikanischer Sänger und Schauspieler (* 1936)
- 08. August: Barbara Cook, US-amerikanische Sängerin und Schauspielerin (* 1927)
- 09. August: Silvia Andersen, deutsche Schauspielerin und Tänzerin (* 1966)
- 09. August: Micaëla Kreißler, deutsche Schauspielerin und Synchronsprecherin (* 1941)
- 10. August: Christa Berndl, deutsche Schauspielerin und Synchronsprecherin (* 1932)
- 13. August: Joseph Bologna, US-amerikanischer Schauspieler (* 1934)
- 14. August: Miriam Goldschmidt, deutsche Schauspielerin (* 1947)
- 16. August: Wera Glagolewa, russische Schauspielerin, Drehbuchautorin und Regisseurin (* 1956)
- 17. August: Sonny Landham, US-amerikanischer Schauspieler (* 1941)
- 18. August: Bruce Forsyth, britischer Entertainer, Fernsehmoderator und Schauspieler (* 1928)
- 19. August: Janusz Głowacki, polnischer Drehbuchautor (* 1938)
- 20. August: Margot Hielscher, deutsche Schlagersängerin, Schauspielerin und Kostümbildnerin (* 1919)
- 20. August: Wilhelm Killmayer, deutscher Komponist (* 1927)
- 20. August: Jerry Lewis, US-amerikanischer Komiker, Schauspieler, Sänger, Produzent, Drehbuchautor und Regisseur (* 1926)
- 20. August: Nati Mistral, spanische Sängerin und Schauspielerin (* 1928)
- 24. August: Jay Thomas, US-amerikanischer Schauspieler (* 1948)
- 26. August: Tobe Hooper, US-amerikanischer Regisseur, Produzent und Drehbuchautor (* 1943)
- 27. August: Mimmo Cattarinich, italienischer Drehbuchautor und Regisseur (* 1937)
- 27. August: Hans Lucke, deutscher Schauspieler, Drehbuchautor und Regisseur (* 1927)
- 28. August: Mireille Darc, französische Schauspielerin (* 1938)
- 28. August: Jiří Datel Novotný, tschechischer Schauspieler und Dokumentarfilmer (* 1944)
- 29. August: Janine Charrat, französische Schauspielerin und Choreografin (* 1924)
- 30. August: Károly Makk, ungarischer Filmregisseur und Drehbuchautor (* 1925)
- 31. August: Richard Anderson, US-amerikanischer Schauspieler (* 1926)
- 31. August: Egon Günther, deutscher Filmregisseur, Drehbuchautor und Schauspieler (* 1927)
- 31. August: Norbert Kückelmann, deutscher Regisseur, Drehbuchautor, sowie Film- und Fernsehproduzent (* 1930)

September
- 01. September: Peadar Lamb, irischer Schauspieler (* 1929)
- 04. September: Gastone Moschin, italienischer Schauspieler (* 1929)
- 08. September: Blake Heron, US-amerikanischer Schauspieler und ehemaliger Kinderdarsteller (* 1982)
- 08. September: Kurt Sobotka, österreichischer Schauspieler und Regisseur (* 1930)
- 09. September: Rainer Wolffhardt, deutscher Filmregisseur und Drehbuchautor (* 1927)
- 10. September: Hans Alfredson, schwedischer Komiker, Regisseur, Drehbuchautor und Schauspieler (* 1931)
- 11. September: Peter Hall, britischer Regisseur und Schauspieler (* 1931)
- 13. September: Slavko Goldstein, kroatischer Drehbuchautor (* 1943)
- 13. September: Paloma Matta, französische Schauspielerin (* 1945)
- 13. September: Frank Vincent, US-amerikanischer Schauspieler (* 1939)
- 14. September: George Englund, US-amerikanischer Schauspieler, Filmregisseur, Filmeditor und Filmproduzent (* 1926)
- 14. September: Otto Wanz, österreichischer Schauspieler (* 1943)
- 15. September: Albert Moses, britischer Schauspieler (* 1937)
- 15. September: Harry Dean Stanton, US-amerikanischer Schauspieler und Musiker (* 1926)
- 18. September: Chuck Low, US-amerikanischer Schauspieler (* 1937)
- 19. September: Bernie Casey, US-amerikanischer Schauspieler (* 1939)
- 19. September: José Salcedo, spanischer Filmeditor (* 1949)
- 20. September: Greg Antonacci, US-amerikanischer Filmproduzent, Drehbuchautor, Regisseur und Schauspieler (* 1947)
- 24. September: Łucja Burzyńska, polnische Schauspielerin (* 1924)
- 24. September: Gisèle Casadesus, französische Schauspielerin (* 1914)
- 24. September: Norman Dyhrenfurth, US-amerikanisch-schweizerischer Kameramann und Regisseur (* 1918)
- 24. September: Jack Good, britischer Fernsehproduzent (* 1931)
- 25. September: Elizabeth Dawn, britische Schauspielerin (* 1939)
- 25. September: Jan Tříska, US-amerikanisch-tschechischer Schauspieler (* 1936)
- 26. September: Barry Dennen, US-amerikanischer Schauspieler (* 1938)
- 27. September: Anne Jeffreys, US-amerikanische Schauspielerin (* 1923)
- 28. September: Antonio Isasi-Isasmendi, spanischer Regisseur, Drehbuchautor, Editor und Produzent (* 1927)
- 28. September: Andreas Schmidt, deutscher Schauspieler und Regisseur (* 1963)
- 28. September: Karl Sturm, deutscher Schauspieler und Synchronsprecher (* 1935)
- 28. September: Benjamin Whitrow, britischer Schauspieler (* 1937)
- 30. September: Monty Hall, kanadischer Fernsehproduzent (* 1921)

### Oktober bis Dezember
Oktober
- 03. Oktober: Salvatore Caci, italienischer Schauspieler (* 1976)
- 05. Oktober: António de Macedo, portugiesischer Regisseur, Drehbuchautor und Filmeditor (* 1931)
- 05. Oktober: Giorgio Pressburger, italienischer Regisseur und Drehbuchautor (* 1937)
- 05. Oktober: Anne Wiazemsky, französische Schauspielerin (* 1947)
- 06. Oktober: Ralphie May, US-amerikanischer Comedian und Schauspieler (* 1972)
- 08. Oktober: Gianni Bonagura, italienischer Schauspieler und Synchronsprecher (* 1925)
- 09. Oktober: Jean Rochefort, französischer Schauspieler und Regisseur (* 1930)
- 10. Oktober: Oliver Grimm, deutscher Synchronsprecher und Schauspieler (* 1948)
- 10. Oktober: Lissy Tempelhof, deutsche Schauspielerin (* 1929)
- 11. Oktober: Don Pedro Colley, US-amerikanischer Schauspieler (* 1938)
- 13. Oktober: Jacqueline Thiédot, französische Filmeditorin (* 1925)
- 16. Oktober: Richard Barclay, US-amerikanischer Schauspieler, Filmregisseur und Filmproduzent (* 1931)
- 16. Oktober: Roy Dotrice, britischer Schauspieler (* 1923)
- 17. Oktober: Danielle Darrieux, französische Schauspielerin (* 1917)
- 17. Oktober: Harry Stradling junior, US-amerikanischer Kameramann (* 1925)
- 18. Oktober: Brent Briscoe, US-amerikanischer Schauspieler und Drehbuchautor (* 1961)
- 19. Oktober: Frank Brühne, deutscher Kameramann (* 1941)
- 19. Oktober: Umberto Lenzi, italienischer Filmregisseur und Drehbuchautor (* 1931)
- 19. Oktober: Werner Toelcke, deutscher Schauspieler und Drehbuchautor (* 1930)
- 20. Oktober: Toni Edelmann, finnischer Musiker und Komponist (* 1945)
- 20. Oktober: Ugo Fangareggi, italienischer Schauspieler (* 1938)
- 20. Oktober: Federico Luppi, argentinisch-spanischer Schauspieler (* 1936)
- 21. Oktober: Robert Getchell, US-amerikanischer Drehbuchautor (* 1936)
- 21. Oktober: Rosemary Leach, britische Schauspielerin (* 1935)
- 21. Oktober: Lech Ordon, polnischer Schauspieler (* 1928)
- 21. Oktober: Herbert Strabel, deutscher Filmarchitekt (* 1927)
- 23. Oktober: Walter Lassally, deutsch-britischer Kameramann (* 1926)
- 24. Oktober: Robert Guillaume, US-amerikanischer Schauspieler (* 1927)
- 25. Oktober: Jack Bannon, US-amerikanischer Schauspieler (* 1940)
- 25. Oktober: Maud Linder, französische Filmhistorikerin und Dokumentarfilmerin (* 1924)
- 25. Oktober: Peter MacGregor-Scott, britisch-amerikanischer Produzent (* 1947)
- 25. Oktober: John Mollo, britischer Kostümbildner (* 1931)
- 26. Oktober: Manfred Erdmann, deutscher Synchronsprecher (* 1939)
- 28. Oktober: Heinz G. Lück, deutscher Schauspieler (* 1929)
- 30. Oktober: Kim Joo-hyuck, südkoreanischer Schauspieler (* 1972)
- 31. Oktober: Alain Mottet, französischer Schauspieler (* 1938)
- 31. Oktober: Dieter Ranspach, deutscher Schauspieler und Synchronsprecher (* 1926)

November
- 01. November: Brad Bufanda, US-amerikanischer Schauspieler (* 1983)
- 04. November: Isis Krüger, deutsche Schauspielerin (* 1961)
- 4. November: Vera Kluth, deutsche Schauspielerin (* 1925)
- 04. November: Mahmoud Zemmouri, algerischer Filmregisseur und Schauspieler (* 1946)
- 06. November: Karin Dor, deutsche Schauspielerin (* 1938)
- 07. November: Paul Buckmaster, britischer Komponist und Arrangeur (* 1946)
- 07. November: Brad Harris, US-amerikanischer Bodybuilder und Schauspieler (* 1933)
- 07. November: Hans-Michael Rehberg, deutscher Schauspieler und Regisseur (* 1938)
- 07. November: Karel Štědrý, tschechischer Sänger und Schauspieler (* 1937)
- 08. November: Karl Katz, US-amerikanischer Filmproduzent (* 1929)
- 08. November: Mika Metz, deutscher Schauspieler (* 1967)
- 09. November: John Hillerman, US-amerikanischer Schauspieler (* 1932)
- 09. November: Eddy Steinblock, deutscher Wrestler und Schauspieler (* 1955)
- 09. November: Shyla Stylez, kanadische Pornodarstellerin (* 1982)
- 10. November: Ray Lovelock, italienischer Schauspieler (* 1950)
- 11. November: Chiquito de la Calzada, spanischer Schauspieler (* 1932)
- 11. November: Frank Corsaro, US-amerikanischer Regisseur, Drehbuchautor und Produzent (* 1924)
- 13. November: Alina Janowska, polnische Schauspielerin (* 1923)
- 14. November: Wolfgang Schreyer, deutscher Drehbuchautor (* 1927)
- 15. November: Luis Bacalov, argentinischer Filmkomponist (* 1933)
- 16. November: Robert Hirsch, französischer Schauspieler (* 1925)
- 16. November: Anne Mertin, österreichische Schauspielerin (* 1942)
- 17. November: Earle Hyman, US-amerikanischer Schauspieler (* 1926)
- 17. November: Rikard Wolff, schwedischer Musiker, Sänger und Schauspieler (* 1958)
- 18. November: Justus Pankau, deutscher Kameramann (* 1923)
- 19. November: Peter Baldwin, US-amerikanischer Schauspieler und Fernsehregisseur (* 1931)
- 19. November: Della Reese, US-amerikanische Sängerin und Schauspielerin (* 1931)
- 20. November: Dieter Bellmann, deutscher Schauspieler und Regisseur (* 1940)
- 21. November: Peter Berling, deutscher Schauspieler und Produzent (* 1934)
- 21. November: David Cassidy, US-amerikanischer Schauspieler und Sänger (* 1950)
- 23. November: Anthony Harvey, britischer Regisseur und Filmeditor (* 1931)
- 24. November: Hildegard Krost, deutsche Schauspielerin und Synchronsprecherin (* 1925)
- 24. November: Peter Puluj, österreichischer Kameramann (* 1930)
- 25. November: Rance Howard, US-amerikanischer Schauspieler (* 1928)
- 25. November: Julio Oscar Mechoso, US-amerikanischer Schauspieler (* 1955)
- 27. November: Bernd Simon, deutscher Synchronsprecher (* 1946)
- 30. November: Alain Jessua, französischer Filmregisseur, Drehbuchautor, Produzent und Komponist (* 1932)
- 30. November: Jim Nabors, US-amerikanischer Schauspieler, Sänger und Komiker (* 1955)
- 30. November:[22] Terence Beesley, britischer Schauspieler (* 1957)

Dezember
- 01. Dezember: Horst Weinheimer, deutscher Schauspieler und Synchronsprecher (* 1930)
- 02. Dezember: Ulli Lommel, deutscher Schauspieler, Regisseur, Drehbuchautor und Produzent (* 1944)
- 02. Dezember: Mundell Lowe, US-amerikanischer Arrangeur und Komponist (* 1922)
- 02. Dezember: Hannes Schiel, österreichischer Schauspieler (* 1914)
- 04. Dezember: Shashi Kapoor, indischer Schauspieler (* 1938)
- 04. Dezember: Carles Santos Ventura, katalanischer Komponist, Regisseur und Drehbuchautor (* 1940)
- 05. Dezember: August Ames, kanadische Pornodarstellerin (* 1994)
- 06. Dezember: Johnny Hallyday, französischer Sänger, Songwriter und Schauspieler (* 1943)
- 07. Dezember: Juan Luis Buñuel, französischer Regisseur (* 1934)
- 08. Dezember: Howard Gottfried, US-amerikanischer Filmproduzent (* 1923)
- 09. Dezember: Grant Munro, kanadischer Filmemacher und Animator (* 1923)
- 09. Dezember: Leonid Sergejewitsch Bronewoi, russischer Schauspieler (* 1928)
- 10. Dezember: Bruce Brown, US-amerikanischer Dokumentarfilmer (* 1937)
- 11. Dezember: Suzanna Leigh, britische Schauspielerin (* 1945)
- 13. Dezember: Martin Ransohoff, US-amerikanischer Filmproduzent (* 1927)
- 14. Dezember: Bob Givens, US-amerikanischer Animator und Comicfigurenentwickler (* 1918)
- 14. Dezember: Tamio Ōki, japanischer Synchron- und Fernsehsprecher (* 1928)
- 15. Dezember: Darlanne Fluegel, US-amerikanische Schauspielerin (* 1953)
- 16. Dezember: Michael Lucke, deutscher Schauspieler und Synchronsprecher (* 1955)
- 18. Dezember: Wolf C. Hartwig, deutscher Filmproduzent (* 1919)
- 19. Dezember: Hiep Thi Le, vietnamesisch-amerikanische Schauspielerin (* um 1970)
- 19. Dezember: Richard Venture, US-amerikanischer Schauspieler (* 1923)
- 21. Dezember: Dominic Frontiere, US-amerikanischer Komponist (* 1931)
- 22. Dezember: Gerald B. Greenberg, US-amerikanischer Filmeditor (* 1936)
- 23. Dezember: Thomas Stanford, US-amerikanischer Filmeditor (* 1924)
- 24. Dezember: Heather Menzies, kanadische Schauspielerin (* 1949)
- 27. Dezember: Fernando Birri, argentinischer Regisseur und Filmtheoretiker (* 1925)
- 27. Dezember: Thomas Hunter, US-amerikanischer Schauspieler und Drehbuchautor (* 1932)
- 28. Dezember: Edeltraut Elsner, deutsche Schauspielerin und Synchronsprecherin (* 1936)
- 28. Dezember: Sue Grafton, US-amerikanische Drehbuchautorin (* 1940)
- 28. Dezember: Rose Marie, US-amerikanische Komikerin, Sängerin und Schauspielerin (* 1923)
- 29. Dezember: Peggy Cummins, britische Schauspielerin (* 1925)
- 30. Dezember: Lieselotte Rau, deutsche Schauspielerin (* 1929)